# 将棋用語一覧
将棋用語一覧（しょうぎようごいちらん）では、将棋に関する用語をまとめる。将棋のルールに関するものなど基礎的な用語については将棋、戦法に関するものについては将棋の戦法、格言に関するものについては将棋の格言、詰将棋に関する用語は詰将棋の用語を参照。
| 目次 | 目次 | 目次 | 目次 | 目次 | 目次 | 目次 | 目次 | 目次 | 目次 | 目次 |
| ---- | ---- | ---- | ---- | ---- | ---- | ---- | ---- | ---- | ---- | ---- |
| わ   | ら   | や   | ま   | は   |      | な   | た   | さ   | か   | あ   |
|      | り   |      | み   | ひ   |      | に   | ち   | し   | き   | い   |
| を   | る   | ゆ   | む   | ふ   |      | ぬ   | つ   | す   | く   | う   |
|      | れ   |      | め   | へ   |      | ね   | て   | せ   | け   | え   |
| ん   | ろ   | よ   | も   | ほ   |      | の   | と   | そ   | こ   | お   |

## あ
相-（あい-）
双方が同じような陣形になる戦型や局面の状態を表す接頭辞。俗に盤上以外の事柄にも用いられる。〈例〉相居飛車、相振り飛車、相穴熊、相入玉、相うな重など。
合駒（あいごま）
走り駒で（1マス以上離れたところから）王手されたとき、玉将が逃げずに相手の駒の利きに駒を打ったり動かしたりして王手を解除すること。または、その駒のこと。間遮（あいしゃ）とも言う。
合駒請求
合駒を打たせて詰めろを解除すること。
上がる
玉将、角行、金将、銀将、香車を前に進めること（ただし、相手の駒を取ったり敵陣に成り込んだりする場合は言わない）。
開き王手（あきおうて、ひらきおうて）
走り駒と敵玉の間に、走り駒の利きを止めている自分の駒があるときに、その駒を動かして王手をかけること。空き王手（あきおうて）。
悪形（あっけい、あくけい）
不利を招くような駒の配置。対義語は好形。
悪手（あくしゅ）
形勢を極端に悪化させる、または敗着の原因となるような指し手。疑問手よりもさらに酷い手。落手や失着、ポカなどとも言う。対義語は妙手。
味（あじ）
1. 後の指し手の可能性。含み。狙い。攻め味。〈例〉「反撃の味を残す」「端攻めの味がある」
2. 指し手の感触。特に「味がいい」とは、一石二鳥の手をいう。〈例〉「銀にひもをつけつつ飛車の横利きを通す味のいい手」

味消し（あじけし）
いつでも指せる手を、ベストではないタイミングで早まって指してしまうこと。〈例〉「ここで質駒の金を取ったのは味消しだった」
味つけ（あじつけ）
中盤で、後の局面に有利に作用するように小駒で相手の駒の配置を変えること。〈例〉「歩を突き捨てて味つけしておく」
味わい深い（あじわいぶかい）
1. 地味だが深い狙いを秘めた手、深謀遠慮の手を表す形容詞。
2. 詰将棋では、指し将棋と違って限定的な意味合いはなく、単に解く人が感心するような手順を形容するのに用いる。

足を止めてのパンチの応酬（あしをとめてのパンチのおうしゅう）、足を止めての殴り合い。
俗に、お互い相手の攻めを受けることなく、一直線に攻めの手を指し合うこと。「あなたはあなた、私は私」とも。
遊び駒（あそびごま）
攻めにも受けにも役に立っていない駒。死に駒、浮き駒。これを解消することを「遊び駒の活用」という。
頭（あたま）
駒の一マス前。「～頭」と書いた場合は「とう」と読む。〈例〉玉頭（ぎょくとう）、角頭（かくとう）、桂頭（けいとう）。
頭ハネ
順位戦や三段リーグなどで、昇格できる人数に制限があり、リーグ内順位が下位の者が同じ成績で自分より上位の者がいて昇格できないこと。
頭が丸い
角と桂馬の、駒の一マス前にある駒を取れない弱点を指す。
頭金（あたまきん）
敵玉の一マス前に金を打って詰む形。「詰みの基本は頭金」という格言がある。
当たる
一方の駒が他方の駒の利きに入っており、次に取れる状態であること。〈例〉「金が当たりになっている」、「桂馬に当てて打つ」
厚い
1. 駒が連結よく盛り上がっていて、制空権を取っている状態。対義語は「薄い」。
2. 攻めが切れないこと。対義語は「細い」、「軽い」。

穴熊の姿焼き（あなぐまのすがたやき）
穴熊側が囲いを残したまま著しく形勢を損ねていること。
穴熊の暴力（あなぐまのぼうりょく）
穴熊に囲った側が、「自玉が遠い」「王手がかからない」といった利点を生かして、著しく駒損するような、いわゆる「乱暴な攻め」を成立させてしまうこと。
暴れる
次に相手から厳しい攻めが来るため、やむを得ず攻めさせられること。
甘い
悪手とまではいかないが、思わしくない中途半端な手、または敵玉への響きが薄い手を形容する語。「甘い手」は緩手と同義。
余す
最後に少しの差で勝ちになること。「残す」とも。
網が破れる
1. 自陣の守りを突破されること。
2. 相手の玉将や大駒を捕まえ損ねる。

アヤ
勝負における紛れ（逆転の可能性）のこと。
妖しい
1. 狙いが明快でなく、相手を考えさせる手。「惑わし」とも。意図的に指すことも相手から見て結果的にそうなることもある。
2. 妥当なようにも見えるが緩手の臭いもするような、あるいはひねりすぎているように見えるが、実は巧みであるかもしれないような手のさま。

謝る
自陣に歩を打ち直して、相手の歩や飛車の成りを受ける。
合わせる、合わせの歩（あわせのふ）
相手の歩頭に自分の持ち駒の歩を打つ手筋。多くは、その地点に利いている別の駒を活用する狙いを持つ。
安全勝ち（あんぜんがち）
一方が勝勢の状態で、駒を捨てる攻めをせずに、（相手の駒を取ったり自陣に駒を投入したりするような）やや過剰な安全志向の手を指して勝つこと。

## い
居（い）
【接頭語】玉将や大駒が初期位置から動いていないこと。居玉、居飛車、居角。
居飛車
飛車を1〜4筋に配置する戦法（初期位置の2筋から動かさないことを含む）。対して、序盤で飛車を5筋から左に動かす戦法を振り飛車と呼ぶ。居飛車戦法を主に採用する棋士を「居飛車党」という。
居飛車の税金
居飛車対振り飛車において、居飛車の飛車側の端歩（居飛車側を先手とすると１六歩）を突くこと。振り飛車側からの角の覗き（１五角）を防ぐ意味がある。この覗きは、王手飛車となる可能性のある手でもある。振り飛車側を牽制する目的として指される。
以下
その指し手以降の手順。〈例〉「▲6八飛以下△8六歩▲同歩△同飛▲6五歩と進んだ」
家元制度
江戸時代にあった将棋界の制度で、寛文年間に将棋三家が将棋の家元として徳川家から召し抱えられる。
行き所のない駒、行かずの駒
下がることができない桂馬、香車、歩兵を、それ以上動けないようなマスに（不成で）動かしたり、打ったりする反則。具体的には、敵陣一段目の歩兵・香車、敵陣一・二段目の桂馬で、これらの駒をそれらの場所に打つことはできず、盤上の駒を進める場合は必ず成らなくてはならない。
行く（いく）、行き（いき）
棋譜で、同じ種類の大駒が同じマスに複数枚移動可能な場合に、駒が前に進む指し手を表す表記。駒を後退させる場合は「引く」。
いじる
歩などで陣形を乱すこと。〈例〉「玉周りをいじられるのは怖い」
いじめる
特定の駒に狙いをつけ、追い回して捕獲を図ったり、動きや利きを制限させること。特に小駒で、斜めに動けない飛車と、前後左右に動けない角の弱点を突く場合に使う。
忙しい
次に自分の駒が取られるなど相手の攻めが迫っており、指し手が制限され、急いで攻めていかざるを得ない状況にあること。
石田流（いしだりゅう）
石田検校創案の三間飛車の戦法。
痛い
厳しい手を形容する語。特に厳しいことを「激痛」という。〈例〉「歩の叩きが痛い」
一段金
金が自陣一段目にある状態。「一段金に飛車捨てあり」という格言があり、相手からの飛車の打ち込みに強いとされる。
一番長い日
順位戦A級一斉対局が行われる最終日のこと。将棋界の一番長い日と呼ぶことが多い。この日の結果で名人挑戦権やプレーオフ、また残留とB級1組への降格者が決まるため、決着が深夜に及ぶことも珍しくない。対局者は自分以外の対局の結果を知ることはできない。
1森下（いちもりした）
森下卓は駒得を重視するため持駒には歩が5枚あることが多い、という話から転じた、持駒に歩が5枚あることをいう俗語。
一門（いちもん）
あるプロ棋士と、そのプロ棋士と師弟関係にあるプロ棋士、奨励会員、女流棋士からなる集団。プロ棋士の師弟制度は元来はプロ候補者の棋力、素行、連絡先などの保証のために作られたが、現在はその目的を越えて師弟関係にある人どうしが、弱い家族的関係を持つことが多い。そのためその集団を指して一門という語が用いられる。ある人がプロ棋士○○の一門に属していることを「○○門下」と言う。プロの対局においては対局者の師弟関係はルール上は影響しない。しかし順位戦は例外で、C級2組、C級1組、B級2組では八百長を防ぐために師弟関係にある棋士どうしを当てないように対戦表が作られる。
一局、一局の将棋
将棋では1ゲームのことを一局といい、「一局の将棋」とは本譜とは異なる、形勢互角な手順や局面を指していう。〈例〉「これも一局の将棋としか言いようがない（形勢不明の変化である）」。
一間（いっけん）
1マスのこと。
一間竜（いっけんりゅう）
竜王を敵玉から1マス空いた地点に動かす手筋。合駒されても王手する、送りの手筋（後述）を使うなどして攻めを続けることができる。
一丁半（いっちょうはん）
上手が飛車と左側の香二枚を落として指す飛香落ちのこと。
一着（いっちゃく）
手（一手、指し手）と同義だが、強調していう語。〈例〉「急所の一着」
一直線（いっちょくせん）
1. 指し手の変化の余地がほぼない状態。変化するとたちまち不利になる局面状態。〈例〉「一直線の変化」
2. 相手の手にかかわらず自分が指したい手や攻めの手を指す。〈例〉「一直線の攻め合い」、「一直線穴熊」

一手一手（いっていって）
一手受けても即座に攻められ、この先どう指しても勝敗が覆らない状況。〈例〉「後手玉は囲いが残っていてなかなか詰まないが、先手は攻めがほどけないので一手一手ということで投了した」。
一手違い、一手勝ち、一手差
一方の玉が詰んだが、パスすると他方の玉が詰むような最終局面の状態。
一手ばったり
それまで互角、どちらがはっきりした有利とも言えず難しい局面、あるいは有利（優勢・勝勢）のところ、一手の大悪手を指して負け（敗勢・必敗）にしてしまうこと。
一手パス
利益が生じず、パスに近いような意味のない指し手。〈例〉「大駒を逃げると一手パスになる」
一手指した方がよく見える（いってさしたほうがよくみえる）
局面が伯仲していることをいう常套句。プロによる大盤解説で、どちらが有利（不利）かという断言ができない、または複雑な手順をしゃべるのが面倒というときの婉曲表現としても用いる。
一手すき
「詰めろ」と同義。1手指すと「詰めろ」になる局面は「二手すき」といい、以下同様に「n手すき」という。
一歩で一手を稼ぐ
位置を良くするために相手の駒が一つ下がったあとで、その駒を歩で叩いて直前、または少し前の形に戻すこと。歩切れのため歩が1枚欲しいという場合は別として、基本的には単純に一手を稼がれないような手順を選ぶ。
一般棋戦
タイトルを除いた棋戦のこと。特に全棋士の出場が可能な朝日杯将棋オープン戦、NHK杯テレビ将棋トーナメント、銀河戦、将棋日本シリーズを同一年度で制することをグランドスラムと呼ぶこともある。
一分将棋
1. 1手を指すまでに毎手必ず60秒（プロ）か60秒弱（アマチュア）の時間の余裕が与えられるが、それ以上の時間はないというルールでの対局。記録係がおらず、自分でチェスクロックを押して時間を計測する場合はその分にかける時間が事実上差し引かれ、60秒弱になる。持ち時間#将棋も参照。〈例〉「時間も遅いですし1分将棋で1局やったら帰りましょう」
2. プロ公式戦でのストップウォッチ方式（1分切り捨て）では考慮時間が1分かからずに指した場合の消費時間はカウントされないので、持ち時間残り数分前に始まる秒読みが1分以内で指す目安になる。その状況を1分将棋という。そこから拡大して、持ち時間がなくなったあとの状況も一分将棋という。〈例〉「1分将棋での驚異的な粘りのかいあって名人の逆転勝ちとなった」

伊藤氏
江戸時代の将棋家元の一つ。
伊藤流
将棋の駒の並べ方のひとつ。
移動合い
王手に対し、持ち駒ではなく盤上の駒で合い駒をすること。
居飛車党（いびしゃとう）
居飛車を対局に多く用いる人。居飛車を得意にする人。
イモ筋
本筋から外れた筋の悪い手。
イモ攻め
重く、あまりにもセンスが無くて筋悪であるが、対応を誤ると一気に不利になる攻撃法。
嫌味
相手が一目では分からない、悪くなるような変化があるように思わせる手のこと。その手を指すことは、「嫌味をつける」と呼ぶ。〈例〉「後手が嫌味をつけたことでまた形勢不明になった」
入り王（いりおう）
入玉の古い言い方。
入れる、入れない
1. 局面の展開の中で、ある手を指しうるタイミングが数パターンあるとき、どこかでその手をさすことを「入れる」、指さないことを「入れない」と言う。その時点ではよくわからないが将来の手順に影響する可能性のある微妙な手についてよく用いる。〈例〉「桂馬と銀引きの交換をどこで入れるか迷った」
2. 序盤～中盤の途中で、展開にかなり影響するような特定の手をさしておくことを「入れる」という。〈例〉「攻める手もあるが、ここで金上がりを入れてからのほうが本筋だろう」

隠居
将棋では、狙われた駒を取られないよう逃げたり避けたりすることでその駒の働きが悪くなったり活用しにくくなったりしてしまうこと。〈例〉「飛車が隠居している」
引退
将棋界では自発的な引退の他に、規定による引退もある。

## う
受かる
序盤から中盤で使う場合、正しく受ければ相手の仕掛けを成立させないで済むこと。どうやっても成立を許す場合は「受からない」と言う。また、終盤において使う場合、正しい受けであれば詰まないことを指し、「受からない」と言えば、相手に手番が回ると防ぎきれずに詰まされることになるので相手を詰ますか、詰めろ逃れの詰めろをかける必要がある。
浮く
1. ある駒にひもがついていない状態になること。〈例〉「角と金の両方が浮いているため、このままでは次に両取りで飛車を打たれてしまう」
2. 飛車を中段に進めること。浮き飛車。

浮き駒（うきごま）
離れ駒のうち、敵陣近くにあって味方の駒と連携なく孤立し、相手に取られやすい状態になっている盤上の駒。
浮き飛車
受け、受ける
相手の攻めを防ぐこと。「（駒の名前）を受ける」と言った場合、それが相手の駒をさす場合は「（その駒を使った）相手の手に対処する」という意味になり、自分の駒をさす場合は「（その駒）を打って使うことによって守る」という意味になる。〈例〉「銀を受けるには歩を受けないといけないのか、手抜けない、先手か」
受け切る
最後まで正しく受けて、攻めを凌ぐこと。
受け将棋
相手の攻撃を受けることを主体とする将棋。対義語は攻め将棋。
受け師
受け将棋をスタイルとする棋士の異名として使用する。例えば木村一基が千駄ヶ谷の受け師と呼ばれている。
受け潰し
受けに回って相手の攻めを切らせて続かない様にする、または手も足も出ない盤石の態勢に持っていくこと。実際に行うには相当の実力を要する。
受けなし
「受からない」と同じような意味であるが、終盤で玉についていう場合は、狭義には必至のことを指し、広義には受けても一手一手で寄せられて受け切れず最終的に必至に至る形も含めていう。また中盤で玉を直接攻めるような攻めでなくても、例えばある筋の突破が受からない場合、「○筋は受けなし」のようにいう。局面の一部だけに着目して「部分的に受けなし」という表現もよく用いられる。
薄い
囲いをなす駒の数が少ない、終盤で玉の周りに駒が少ない、ある箇所が容易に攻め破られることなどを言う。対義語は「厚い」。
動く（うごく）
1. 本格的に攻めるわけではないが相手の駒に接触するような手をさしていくこと。
2. 「動くタイプ」「動く棋風」のように用いて、自分のほうから駒のさばきをねらって駒をぶつけていくというニュアンスを表す。

嘘手（うそて）
筋の良くない悪い手であるが、相手の応手によってはよい手になってしまう指し手。本来その局面で正しくない、よくない指し手・疑問手のことであるが、実際相手が間違いやすく咎めにくい指し手であることもある。
嘘矢倉
1. 無理矢理矢倉のこと。
2. 相矢倉戦と思わせて他の戦法に変えて主導権を握る戦術。

打ち換え
盤上にある駒を一度捨てて、同じ利き筋に別の持ち駒をもう一度打ち直すこと。
打ち込む
相手の陣地（敵陣、相手から見て三段目内）に持ち駒を打つことで、特に大駒を打つ場合に表現される。
打ち得（うちどく）
持駒を打って相手がそれに対応する手を手順の中に加えておく方がそうでない場合よりも得であること。〈例〉「このたたきは打ち得ですかね」
打ち歩詰め
持ち駒の歩を打って相手の玉を詰ますこと。将棋の禁じ手の一つ。盤面の歩を使って玉を詰ます「突き歩詰め」は禁じ手ではない。
打ち歩詰め回避
連続王手の寄せにおいて、最後に打ち歩詰めになってしまう際、ならないように回避して詰ませること。迂回の分手数が長くなることもある。1983年王位リーグでの谷川浩司が大山康晴に放った▲4三角引不成などが有名。なお、コンピュータソフトはこれが苦手とされる。
内弟子制度
棋士制度では棋士になるには現役棋士の弟子（門下生）になる必要があるが、そのうち自分の師匠の家に住み込んで棋士を目指すことで、昭和40年代くらいまではこうした制度が慣習的に機能していたが現在では例は少ない。現役棋士では先崎学や山崎隆之などがいる。
打つ
将棋は駒を動かすことを「指す」と呼ぶが、持ち駒を盤上に置くことは「打つ」と表現する。このため、同一駒が盤上と持ち駒双方同じ場所に行くことができる際、持ち駒での場合は棋譜の記録では「打」と表現する。〈例〉5七銀''打''など。
うっかり、うっかりする
読みに重大な抜けがあったことを後になって知ったり気づいたりすること。〈例〉「王手飛車をうっかりしていました」
埋める
駒を打って囲いを補強すること。
埋めさん工事（うめさんこうじ）
リフォームの別称で、大阪市北区にある専門店街の梅三小路をもじったもの。穴熊の将棋で頻出する、自玉のいる自陣が攻め崩されてきたとき、持ち駒の金や銀を埋めて工事することの意味。
うるさい
相手のしつこく絡んでくる厄介な攻めや、何かにつけて邪魔になる駒などを指して。〈例〉「この端攻めは相当にうるさいですね」
上手と下手 （うわてとしたて）
かみてとしもてともいう。上座も参照。

## え
永世称号（えいせいしょうごう）
将棋ではタイトルはその棋士の肩書・称号になっており、そのタイトルを保持している間はその棋戦の選手権者（チャンピオン）として名乗ることができるが、防衛を重ねて一定期間選手権を制して保持し続ければ終身名誉称号として、引退後に保持したタイトルの名を永世称号として肩書に付けることができる制度になっている。将棋では王座戦以外は名誉〇〇でなく永世〇〇を使うのは、名誉名人が永世名人とは別の、名人に制度上は成れなかった棋士に贈られている事情がある。なお、現役棋士でも特例で名乗る場合や、揮毫などで後世まで残るものにおいて「肩書、氏名」のスタイルで署名する場合は、自身の現在持ち得ている永世称号を使用して行うこともある。
A級
順位戦の一番上のクラス。名人位の挑戦者を決定するリーグ。
枝分かれ
読みは相手の応手や自身の指し方によって細かく分かれていく。指し手は何手でも深く読むというよりも、枝分かれした指し手の手段が何十通りと枝分かれして掘り下げて手順を比較検討して、一番良い手・最善手を指している。また、定跡や戦法の解説において、こうした何通りの手段を表す際に、図式で使用される。
縁台将棋
家の縁台で行う将棋から呼び名がきている。むかしの夏の風物詩としても描かれていた。隣近所の素人衆が集まり、うちわを片手に将棋盤を囲って指すが、素人衆の将棋ということで、現在ではレベルが高くない級位者程度の指す将棋を表すのに使用される。

## お
追い詰め
連続的に王手をかけて、追う状態で玉を詰ますこと。
王子
将棋界で棋士の中では現在では関西の斎藤慎太郎が西の王子と呼ばれているが、以前は山崎隆之が呼ばれていたということで、襲名制となっているという。東の王子は阿久津主税から中村太地に移ったとされる。
応手（おうしゅ）
相手の指し手に対応する指し手。大体は手、指し手と同義。
王手（おうて）
次の手番で玉が取れますよという手。ルール上、王手をかけられた側は次の手で何らかの方法（玉を逃げる・合駒する・王手している駒を取る、のいずれか）で受けなければならない。
王手将棋
変則将棋の一つで、先に王手を掛けた方が勝ちとなるもの。
王手飛車、王手飛車取り
王手（玉取り）と飛車取りを同時にかけた両取り手段。王手に対処すれば相手の飛車が取ることができる状態で、序盤でこの状態になれば局面を有利優勢にすることができるため、これを避ける駒組を構築していくことになるが、中盤や終盤の、特にアマ高段者やプロ同士などでは読みの想定内の場合こともあり、掛けた方が不利や負けになることも多いとされる。
王手ラッシュ
立て続けに連続王手を掛けていくことであるが、特に自陣が詰まされされそうな状態では相手が詰むかどうかがわからないが、とにかく王手がかかるまではかけ続けることがあり、相手が応手を間違えると思わぬ逆転（詰み、頓死）もある。コンピュータソフトが負けそうになると、水平線効果などにより、こうした現象が起きることもある。
大駒
将棋の駒のうち、飛車と角行のこと。
大盤
将棋の棋戦対局の解説用の将棋盤で、これを使用して解説することを大盤解説と呼ぶ。
大橋家・大橋分家
将棋の家元。
大橋流
将棋の駒の並べ方のひとつ。
大山康晴賞
将棋の普及活動や文化振興に長年貢献してきた個人や団体に贈られる賞。
オールラウンダー
将棋では、居飛車、振り飛車両王の戦型を問わず指しこなす棋士、将棋指しのこと。
おかわり
駒と駒を相殺した直後に、同じ駒で相手の駒を取りにいくこと。特に桂馬の両取りで駒を取った後、再度桂馬で両取りをかける場合、銀を相手の金に引っかける手に使われる。
置き駒（おきごま）
1．盤上に存在する駒。持ち駒と区分して使用される。2．床の間や玄関などの飾り棚に飾る大きな置物駒。
置く
飛車を敵陣に打つ場合に、「打つ」の代わりに使う言葉。
送り
相手玉がタダで取れるところに持ち駒を打って王手をかけ、その駒を取らせることで別駒との連携を絶たせ浮いた駒を取りながら敵玉を追っていくこと。
送りの手筋
玉の横に金などを打ち、玉で取らせて一間竜の形にし、容易に詰む状態にすること。
抑え込む
相手の駒の動きを封じるような攻めや守りのこと。「押え込む」とも。
押し売り
ある一つの駒で追い回して、相手が嫌々でも取らざるを得ないようにすること。
御城将棋（おしろしょうぎ）
江戸後期からの年中行事のひとつで、江戸城下・御黒書院において将棋家元三家などが将軍御前で行われる対局の催し。
遅い
詰めろ、必至、王手などがかかるまでの手数が多い様子。
落ちている
余裕を見ていつでも取れるような駒のこと。
お手伝い
自分の指した手が、相手にとって有利になってしまうこと。〈例〉「この金合いはお手伝いでしたね」
音受け（おとうけ）
将棋盤の裏の中央部にある四角いくぼみ。血だまりやへそとも。名前の由来は数ある諸説からきているが、木の中心部にた溜まる水分を逃がして盤の反りや割れを防ぐ役割でこうしたくぼみがある。
恩返し（おんがえし）
将棋界では対局において弟子が師匠に勝つことを指す。
お願い（おねがい）
敗色濃厚のため、相手がうっかりしなければなんでもない手を、相手は間違えないだろうと思いつつ、わずかな期待をこめて指すこと。
おまじない
今の段階での狙いは特に無いが、将来利いてくるかもしれないと期待して指した指し手。相手のミスを待つようなニュアンスもあり、局面がやや不利から苦しい際に使われることが多い。
重い（おもい）
指し手において、金銀を多く使うなど投資の大きい手や、着実であるがスピード感が無いなどの様子を表す言葉。多くは否定的なニュアンスを含むが、良い意味で使われることもある。対義語は「軽い」。〈例〉「ここで銀を打って行ったのは重い手だった」
思い出王手（おもいでおうて）
敗勢の状態でかける無駄な王手。自玉に必至がかかり、駒が余っている場合などにとりあえず指すことが多い。
面白い（おもしろい）
1. 一般的な手ではないが、発想がユニークである手。または筋、手順など。〈例〉「この桂は面白い手でしたね」
2. 確実というほどではないが若干有利な局面ではないかと思われること。対義語は「面白くない」。〈例〉「ここで形勢が落ち着いては後手が面白い」

おろす
飛車を敵陣に打つ時、「打つ」の代わりに使う言葉。
終わる、オワ
どう指しても勝敗が覆らない局面、状態になること。またそのような状態であることを「終わっている」という。〈例〉「この将棋はここで終わっている」
温泉、温泉気分（おんせんきぶん）
序盤の終わりから中盤の浅い段階で非常に有利な状況なったため、慢心と何をしても良さそうな選択肢の多さから、個々の読みの細かい部分や読んだ展開の比較がなおざりになること。

## か
カウンター
相手が駒をぶつけてきて、ある程度駒交換が起きたり陣形の一部が突破されたりするまでは受ける手のほうを多くし、その後攻め合いに切り替えて勝負すること。戦法や棋風の形容に用いる。
かえて
一般的には「かえて」を単独で副詞として用いることはないが、将棋界では、解説の文章で「前記の手のところで他の候補手として」「かわりの一例を挙げるならば」という意味の省略的な表現として、副詞的に「かえて」を用いる人がある。<例>「▲5四歩は有望であるが、かえてあとで緩手になりそうな▲2二歩をここで入れておくのもありそうにみえる」
顔が立つ（かおがたつ）
指した時点では上手く行くかわからなかった手が、後から有効活用できて失着とならなくなること。〈例〉金打ちは強引だったが、桂馬と連携して顔が立った。
格言（かくげん）
将棋では棋理に基づいて格言が多く造られ、それらが語り継がれており、勝負の進め方などで参考にされることも多い。
書き駒（かきごま）
大量生産の駒で使用される、駒木地の上に漆やカシュー塗料で文字が直接書かれた駒。
角落ち（かくおち）
駒落ちハンデのひとつで、上手が角を落として指す将棋。
角道（かくみち）
角の移動範囲。多くの場合一手で広い移動範囲を確保できることから、「角道をあける」ことは重視される。逆にあえて「角道を止める」こともある。
角換わり（かくがわり）
角を序盤からお互い持ち駒として持ち合って指す居飛車将棋戦型。
賭け将棋（かけしょうぎ）
金品を賭けて将棋を指すこと。かつてはこれによって生計を立てる真剣師という人もいた。
かける
相手陣・囲いの金の利きが効かない斜め下から持ち駒の銀や角を打つ状態。「ひっかける」とも言う。
囲い（かこい）
王将を守るため、そのすぐそばにある駒のこと。
禍根（かこん）
→キズ
飾り駒（かざりごま）
1. 観賞用の将棋駒。将棋の駒を模した伝統的な置物。置物として生産・販売されている。
2. 詰将棋で、詰みにまったく関係のない駒。大道詰将棋ではまぎれを難しくするためによく見られた。

ガジガジ攻める（がじがじせめる）
相手の囲いの金銀に対し、桂香歩で後ろに紐をつけた状態で駒を打ち、相手が取っても取らなくても次に金銀の交換にして囲いを弱めるという手順を2,3回くりかえす。ガリガリとも言う。〈例〉「6六に歩があるので6七銀と打ってガジガジ攻める」
風通しがよい（かぜとおしがよい）
飛角桂香の前方の範囲が空いていて移動しやすく、相手にとって厄介である、または少し先で厄介になるさまの比喩的表現。玉の周りの一部が空いている様子をやや冗談っぽく言うのに用いることもある。<例>「3三桂から4五桂とスムーズにとべるなら風通しがよいので歓迎でしょう」
堅い（かたい）
玉が安定していること。玉の囲いが分厚くて詰みにくいこと。
堅さ負け（かたさまけ）
囲いの堅さの差が響いて負けること。
肩銀（かたぎん）
相手の玉のコビン（斜め前）に持ち駒の銀を打つこと。また打った銀のこと。
形作り（かたちづくり）
自分の玉が詰まされ負けることをわかっており、相手の玉に詰めろをかけて、一手違い、いい勝負であったかのような局面を作るなどの手を指すこと。逆にボロボロの圧倒的大差になる前に、見込みがなければ潔く投了してしまうことも広義での形作りのひとつであると言える。
価値が高い（かちがたかい）
直近の手の流れで特に役立つ、さしたい手に必要な駒であることを「価値が高い」という。<例>「ここで端攻めをするなら桂馬の価値が高いので8一馬で桂馬をとって一手力を貯めたいところですが、それを後手が許してくれるかは微妙な局面です」
カチカチ（かちかち）
玉の周りに金銀（ときに竜、馬も）がいて密に連結しており、よほど手数をかけないと玉に迫れないさまを言う俗語。公式的な用語ではないが解説でもときおり聞かれる。＜例＞「後手のトーチカ囲いがカチカチすぎて歩をたらしていくしかない」
勝ち将棋（かちしょうぎ）
形勢が有利で進行的にも無理なく勝てるとされる将棋。
勝ち筋（かちすじ）
終盤で、その通りさせば相手からは回避できずに勝敗のゆくえがはっきりした局面になるような手順。＜例＞「評価値がすごいことになっていますね。なるほど、金からいく勝ち筋があるということですか」
勝ちになる（かちになる）
まだ対局は終了していないが、もはや勝利が決定的な状態になること。
勝ちやすい（かちやすい）
明らかに有利というほどではないが、完全に互角というよりはなんとなく有利である感じ。その状態。
勝手読み（かってよみ）
自分の都合のいいよう指し手順を読むことをいう。
ガッチャン銀（がっちゃんぎん）
相居飛車戦相腰掛け銀において、早々に銀をぶつけて、交換を強要すること。角換わり相腰掛け銀において、王手銀取りで馬を作る手順が特に有名。
金気（かなけ）
「金銀」を漠然と言い換えた語。〈例〉「受けに金気がないから攻めがつながっているか？」
金駒（かなごま）
金属の名前を冠した駒である金と銀の総称。「カナ駒」と表記することもある。
壁（かべ）
ある駒の動きを妨げている駒。その駒を「壁銀」「壁金」など呼ぶ。例えば初期状態から銀を金の頭に上げれば、玉はそちら側には逃げることができなくなる。玉の逃げ道を防いでいる場合は、好ましくない状態である。
上座（かみざ）
対局の際に上位者が座る席。
上座の譲りあい（かみざのゆずりあい）
プロの対局では、タイトルの有無＞段位＞プロになった年次（棋士番号）の優先順位にしたがって対局者がそれぞれ上座か下座に座ることになっている。しかしこれは義務的ではなく、上座につく棋士が「自分が下座につきます」と言い、下座につく棋士が「いえいえ私が下座で」と言うやりとりがまれに起きている。これは（加齢によって棋力の低下した40～60代のタイトルを持たない七～九段と、20～30代のタイトルを持つ／持たない七～九段が対局する場合に）親子に近い年齢差のある先輩棋士を下座に座らせることを後輩棋士がはばかるため生じる。そのような場合でも上座下座は外部の調停によらず対局者のすみやかな合意によって取り決められるべしとされている。アマチュア将棋の場合、（タイトルマッチを除いて）上座下座の存在しない場所で対局が行われるので上座の譲りあいは起きない。
辛い（からい）
（終盤で）指し手が着実かつ非常に厳しいこと。茶化して「友達をなくす手」ともいう。2004年の文献では、特に丸山忠久を激辛流と評している。
絡む、絡みつく（からむ、からみつく）
攻め駒は多くないにも関わらず、なかなか切れない攻めのこと。
空打ち（からうち）
駒を動かすとき、指でつまんだ駒を盤上に二度三度打ち付けて駒音を響かせてから指す際の動作。リズムや気合でこうした動作になることが多い。一方で、これを嫌う対局者も多いため、注意が必要である。
空成り（からなり）
大駒が敵陣で成り込んだとき、相手の駒を取れる状態であっても、駒を取らずに動かして成ること。また、相手から利き駒を外されて、そこに敢えて成ること。
軽い（かるい）
1. 指し手にスピード感があったり、手筋の歩を使う、金銀を投入しないなど少しの投資の割りに効果的な指し方をしたりする様子を褒める言葉。対義語は「重い」、「厚い」、「手厚い」。〈例〉軽い攻め、軽い捌き（カルサバ）。
2. 攻め駒が足りないのに、無理に攻めている状態。1.とは違い、批判的に使う。〈例〉攻めが軽いので、迫力不足だ。

かわし、かわす
自陣の駒を動かして敵駒の利きを外すこと。
緩手（かんしゅ）
形勢が互角以上の局面で指された、正解からはほど遠い指し手、あまり良くない手のこと。疑問手よりは悪くない。不利な側が指した場合は緩手ではなく、勝敗に直結する悪手や敗着である。
間接王手飛車（かんせつおうてびしゃ）
相手の飛車と玉が斜め筋にある場合に角で飛車取りをかけた時、飛車取りをかけられた飛車を逃げると玉が取られる状況。
観戦記（かんせんき）
観戦記者が新聞や雑誌などの文字媒体で将棋棋士の対局様子を棋譜と文章で伝えた記事のこと。
観戦記者（かんせんきしゃ）
観戦記を書くために対局を取材している記者。
感想戦（かんそうせん）
対局が終わった後、対局者同士で一局を振り返り、検討をすること。
神田事件 (将棋)（かんだじけん）
昭和期に起こった将棋界の分裂騒ぎ。
関東（かんとう）／関西（かんさい）
プロ棋界では、棋士の居住地が分散している一方、対局とその記録のために対局者である棋士と関係者がどこかに集まる必要がある。また遠方で対局をする場合、その場所によっては土地鑑がなかったり交通手段に困ったり、宿泊の問題も生じる。そこで対局の利便のために、プロ棋士が共通して集まる常設の拠点として、東京に「将棋会館」、大阪に「関西将棋会館」というビルがおかれている。プロの公式戦がこの二つで行われる場合、棋士はこのどちらかに来る義務を負うが、どちらに来るかは棋士が自分の居住地などをもとにあらかじめ申告し登録しておく所属によって決まっている。棋士は関東か関西かのどちらかに籍を持ち、関東籍を持つ棋士どうしなら東京将棋会館、関西籍を持つ棋士どうしなら関西将棋会館に集まる。関東籍を持つ棋士と関西籍を持つ棋士なら、基本的に段位とタイトルの有無、場合によって対局者のほかの対局の予定や、ほかの仕事の予定を考慮してどちらかが優先される。  このような制度があるため、関東／関西が単に地域を指すのではなく以下の意味で用いられることがある。
- 対局の場所としての将棋会館 〈例〉「来週関西で順位戦があります(=来週順位戦の対局のため関西将棋会館にいく予定です)」
- 将棋会館に比較的短時間でいける、首都圏または近畿中央部〈例〉「○○四段は去年関東に引っ越した（＝○○四段は去年関東将棋会館にいく利便のため関東に引っ越した）」
- 棋士の関東籍か関西籍かの所属〈例〉「○○五段は関東ですか？（＝○○五段は関東側に所属する棋士ですか？）」
- （漠然と）関東／関西将棋会館に集まる棋士のコミュニティー 〈例〉「昭和のころは情報の伝達が遅かったので関東と関西で新手の認知に差が出ることがあった」

がんばる
1. 形勢が相当に不利であっても投了せずに指しつづける。
2. 相手の強烈な攻めに対して懸命に持ちこたえる。

完封（かんぷう）
自玉に相手の駒を寄せ付けずに負かすこと。
顔面受け（がんめんうけ）
前面からの攻めに対して、玉を直接守備の駒として使い、受けること。玉は全方向に動ける強い駒だが、受け方を間違えると即詰みとなるため、危険度が高い作戦である。

## き
気合負け（きあいまけ）
序盤から中盤の浅い段階にかけて、相手の手に対して自分の側にメリットのない消極的な手で応じることをさす語。軽い非難のニュアンスがある。昭和～平成の途中には比較的用いられたが、根性論的なところがあるので平成育ちの人たちはそれほど用いない傾向がある。現在はコンピューターの発達で人間の感覚で消極的かどうかというレベルを超えた、異様な手が行われており、気合負けという語もその流れでさらに用いなくなってきている。
棋界（将棋界）
将棋棋士、将棋指しらが活躍する業界・界隈。
利かし、利かせる
相手に受けを迫る手を指すこと。特に、すぐには効果は出ないが、放置しておくと後に脅威となる手になるため、相手に対応させること。逆に相手に指されて受けを迫られる場合、「利かされ」と言う。
利かずの駒並べ
将棋の駒40枚すべてを9x9の盤面に、全ての駒同士の利き筋(ききすじ)が重ならないように並べるパズル。
聞き手（ききて）
大盤解説において、解説者とともに解説に参加し、棋士や棋戦の成績の紹介、観覧者へのアナウンス、駒の移動の手伝い、解説者への質問、解説者に対する返事・相槌、解説者の発言中の対局者の挙止の確認、解説者の交代の直後での前解説者の発言の要約などを行う人。慣例として女流棋士が務めることが多いが、プロ棋士が行うこともある。また知識量、拘束時間、金銭的報酬の配分などの関係で、未成年の棋士、女流棋士が聞き手になるのを避ける慣例もある。女流棋士が聞き手を務める慣例は一般的な社会通念では性差別の疑いが強いが、女流棋士に仕事を与えて金を渡すことで女流棋士という職業を成り立たせているという面もあり、声高には問題視されていないものの棋界における微妙な問題である。
棋客
将棋指しの古い言い方。
利く、利き
駒が動けること。また、ある駒甲を乙が取るとその乙を丙が取れるときに「丙が甲に利いている」と呼ぶ。利いている範囲を「利き」という。
棋士
将棋界ではプロの将棋指し・将棋を指す専門家。
奇手
奇妙で突飛な指し手。しかし中には妙手や好手の場合もあったりする。
鬼手（きしゅ）
勝利を決定付ける一手。「おにて」と読むこともある。「妙手」と似ているが、より直接的に勝利に結びつくような手に使う。
奇襲戦法
侮れない狙いを持つが、狙いを看破されると容易に不利になるとされる戦法。
棋書 (将棋)
将棋に関する書籍。
キズ
弱点の内で、相手の攻めにより生じた陣形の欠陥など。これを解消することをキズを消す、キズを治すと表現する。禍根。
棋戦
将棋の大会やプロ将棋のタイトル戦や公式戦。
鍛えが入っている、鍛えの入った手
鍛えが入っているは、あまり知られていないが、これまでに相当に研究してきたであろう実戦的な手。鍛えの入った手は積み重ねた努力や研鑽から出された妙手や負けづらい指し手のこと。
キツイ
厳しい局面の他、指し手、一着のことでも使用する。
棋道師範（きどうしはん）
日本将棋連盟が普及活動に熱意のある者にたいして与える指導員資格。
気にする（き-）
実否は分からないが、ある手順の中に自分のほうが悪くなるような雰囲気の手があることを発見し、それに対する対処を優先したりその手を避けたりすること。対局者が感想戦で使うこともがあるが、選択肢の多い局面で解説者が使うことが多い〈例〉「角ののぞきを気にしましたか。ここは手抜きで攻めるのもあったと思いますね」
棋譜（きふ）
対局を用紙等に記録したもの。
棋譜を汚す
1. 棋譜が汚れると言われるような手を指すこと。
2. 一応勝ったものの、終盤で悪手を連発してその部分だけ感じの悪いことを自嘲していう語。〈例〉「このあたりは棋譜を汚す手だった」

棋譜が汚れる
最終盤に、自分がどうやっても負けるような、攻め味のまったくない完全な敗勢下で、相手の迷わないような、しかしそれぐらいしか指す手のない受けをひたすらくりかえしているだけの対局者を非難する際に用いられる表現。負けの覆らない状況でどのぐらい指し続けるかという価値観については現状コンセンサスがないため、使う人と使わない人に分かれる。
棋譜並べ
棋譜に基づいて特定の対局を盤面に再現すること。また、その対局を研究すること。
棋風
指し手の特徴、ある人の指し手の傾向。
棋譜用紙（きふようし）／記録用紙（きろくようし）
将棋の対局の内容を保存し、あとから確認できるよう記録する際に用いる用紙。対局者の名前、対局の日時と場所、指し手を示す符号、持ち時間の消費を記入する専用の欄があり、記録係が対局に立ち会って適時記入する。プロの対局では、対局中に記録係に申し出れば（今までの手順や持ち時間の消費を確認するために）、用紙を見ることができる。アマチュア将棋でも公式大会での一部の対局で用いられるが対局者は確認できない。対局後棋譜用紙は保存されるが、その現物は基本的には棋界関係者以外には非公開で、記録された対局の内容のみ公開される。棋譜用紙にさし手の符号を記録する際、一部の人は特殊な略記法を用い、あとで書き直すという方法をとっている。現在はタブレットPCを用いた記録が行われており、あとからそれを確認しつつ二次的に棋譜用紙に書くことも多い。
気持ち悪い
ここ数手では大丈夫だが、のちに嫌な手順が出てきて形勢が悪くなりそうな駒の配置、またはその嫌な手順の鍵となる駒を形容していう語。〈例〉「ここに歩がたれているのが気持ち悪いのでまあ取ります」
疑問手（ぎもんしゅ）
勝敗を直接決したわけではないものの、形勢を悪くする原因となった指し手。緩手よりも酷く、悪手よりは酷くない手。対義語は好手。
逆王手
王手を受けた手が逆に相手の王手となること。
逆先
相手の主導で攻められているときに受けていたのを切り替えして反撃に出ることを指す。
級位者
段級位制参照。
急所
最も重要な勝負所や、盤面でのポイント。「焦点」と言われることもある。〈例〉「ここで急所の一着が出ました！」
急戦
守りにはあまり手数をかけず、早い段階から戦いを起こす戦法。
僥倖（ぎょうこう）
幸運を願い待つとの意味であるが、過去に木村義雄十四世名人が、相手が仕掛ける僥倖に頼る手に対して一喝したことがある。そして藤井聡太がインタビューでも使用した言葉としても知られる。
香車（きょうしゃ）、香落ち（きょうおち）
香車は「宝石で飾られた車」という意味で、駒の性能として真っすぐの利き筋が生じているので「槍」とも呼ばれる。上手がこの香車を一枚落として戦うのが香落ちという駒落ち戦で、かつてはタイトル戦でも指し込み制として行われていた時期もあるが、現在公式戦では主に奨励会で行われている。現在では上手から見て左の香を落として行われるのが常である。
強手（きょうしゅ）
意表を突いたどぎつい手。「強い手」とも。多少の損は構わずに最終的な実利を取る意味のある手など。通常は攻めの手のことを指すが、受けの手の場合は「受けの強手」と言う。
脇息（きょうそく）
対局の際に左脇に置く肘かけ道具。体をもたれかけたりする。5寸盤に座布団で対座する対局などの場合で使われ、椅子席テーブルでの対局では使用しない。
玉、玉将
王将のことであるが、将棋駒のセットは通常王将と玉将が用意されており、上位者が王将、下位者が玉将を持って指している。
上位者が王将を使い下位者が玉将を使うという慣習について
将棋の駒は歩9枚、香車2枚、桂馬2枚、銀将2枚、金将2枚、角行1枚、飛車1枚、玉将1枚の20枚が1ペアあり、合計40枚が用いられるが、その1セット内の同種の駒は（駒を取って使うルールがある都合で）大きさ、形、色、文字によって区別されておらず、同種の駒ならばどれも同じ規格で作られている。しかし玉将の1ペアについては例外で、片方はそのまま玉将または玉と書かれているが、もう片方は玉の5画目の点がないことが多い。この二つを呼び分ける場合、点のあるほうは「玉」「玉将」、点のないほうの玉将は、点のあるほうに対して「王」「王将」「王様」と呼ぶ。この玉の点の有無に関係して、上位者（明らかに棋力が上の側、または遥かに年上の側）が点のないほうを用い、下位者（明らかに棋力が下のがわ、または遥かに年下の側）が点のあるほうを用いて対局を始めるという慣習がある。この慣習の由来は不明で強制力はなく、アマチュア将棋ではどの程度従うかは個人差が激しい。まったく気にしない人もいれば、盤上に出した駒を並べるときに相手が先に点のあるほうの玉を初期位置に持っていっただけで自分に敬意を表したと解釈して「では失礼します」というように一礼する人もいる。顔見知りどうしの私的な対局の場合に、社交辞令として点のないほうの玉を譲りあう人もまれに見られる。プロの対局では、実物の駒を使う場合、通常は上位者が点のないほうの玉を使う。大盤解説では玉の点の有無を区別する駒と区別しない駒のどちらも用いられる。印刷物とネット対局では玉の点の有無は区別されず、どちらも玉と表示される。「玉」と「王」は駒の表示を呼び分ける呼称でもあり、また単に駒の種類を指す同義の呼称でもあるのでまぎらわしいが、「玉／王を持ってさす」「私が玉でかまいませんか？」のように後者の意味を用いるとおかしくなる場合は前者の意味になる。
玉（ぎょく）／王様（おうさま）が取られる
将棋では、自玉にかけられた王手をどうしても解除できない状態になった時点で勝敗が決着するため、文字通りの意味で玉が取られることはゲーム内では起きない。しかし解説では飛角香の利きが間に駒をはさんで玉にかかっている状態のため、その間にある駒が動けないことを指す際に「玉が取られてしまいますので歩のたたきに同金ができません」のように「玉が取られる」という表現を使うことがしばしばある。
玉が見えない
玉に詰めろをかけるまでの展開がイメージできないほど玉が安全である。〈例〉「馬が手厚すぎて急に先手玉が見えなくなる」
局（きょく）／番（ばん）
対局を数えるときに用いる助数詞は慣習的に「局」と「番」の二つがある。書籍や放送では「局」が用いられるが「○番勝負」という表現では「番」を用いる。口語では「一局／一番やりましょう」のように○番勝負以外であっても番も用いる。慣習的ではないが「試合」「ゲーム」「戦（せん）」と言う人もいる。
曲線的な（きょくせんてきな）
1. （手順、展開を形容して）さし手の選択肢がいくつかあり、そのどれを選んでも形勢が傾くわけではなく、相手のメインで読んでいる手とちがう手や、そのタイミングでさすのがよいのかよく分からない手や、手を渡す手がくりだされ、展開の緩急の変わる地点がしばらくあとへ持ち越されるような、盤面の流れがなりゆき次第なさま<例>「ふむ、金上がりで受けて曲線的な展開を所望すると」
2. （個々のさし手を形容して）相手の応対の選択肢が広い手をさして局面の流れを不確定にしようとする感じのあるさま <例>「右玉使い特有の曲線的な駒の投入が来た」
3. （棋風を形容して）相手に判断を迷わせるような手、あいまいな手を好んでさし、きわどく攻めかかりはしないが自分が100％受けに回るわけではなく攻めと受けを柔軟に切り替え、途中の優位に貪欲にならず、過程はどうあれ最終的な勝利があればそれでよいと考える棋風であること。<例>「彼は曲線的な将棋のふりで間合いを分からなくしてから、いいタイミングで豹変して攻め将棋丸出しで来る」

玉頭 (ぎょくとう)
玉将(が収まる囲い)の上部のこと。
玉頭戦
双方の玉将が縦に並んでいる際に、玉頭で起こる戦い。
玉頭銀
振り飛車が腰掛け銀に構えた銀を相手の玉頭に進出させていく戦術。
局面（きょくめん）
駒の位置、状態の総体。
玉形（ぎょっけい）
狭義には玉の囲いに同じ。広義には玉の周りの駒の配置。玉の安定度。
拠点
1. 甲の囲いの駒Aに対して駒取りになる乙の駒Bについて、そのBにひもをつけている乙の駒C。
2. 相手の玉や囲いの近くへ簡単には取られないように配置した自分の小駒。特に歩を指すことが多い。
3. 日本将棋連盟が設ける普及活動の拠点。東京と関西の将棋会館と北海道の将棋会館、新宿将棋センターを設定している。

切らす
相手の攻めを受けて防ぎきること。「受け潰し」も参照。または、持ち駒に歩がない状態。「歩を切らす」と言われる。
棋理（きり）
指し手の善し悪しに関する（経験的かつ感覚的な）法則性。〈例〉「遊び駒を使うこの手は最善手でないとしても棋理からして局面が悪くなることはないでしょう」
棋力（きりょく）
将棋の強さ、実力のこと。段と級で表される。将棋の段級を参照。
斬り合い、斬り合う
相手の攻めを受けず、一手勝ちを狙うこと。
切る
駒、特に大駒（飛車・角）を小駒（金・銀・桂馬・香）と交換すること。一般的には損だが、二枚替えを狙える場合や切ることによって攻めを続けられる場合にはしばしば見られる。
きれいな
1. （ある特定の手順に対して用いて）はたらきの悪い駒が残らない形で巧みに相手玉を追いつめるさま<例>「成銀を捨てるのがきれいな手順の寄せです」
2. （ある特定の手順に対して用いて）駒がうまく交換になったり敵陣に成りこめたりして、（形勢は別として）盤面の一部分の駒の密度が下がるさま。<例>「これは一回盤面をきれいにするのが先手にとってはいいですね。後手はその逆にごちゃごちゃさせたいところ」
3. （定跡に対して用いて）洗練されているさま、好手の応酬に見ごたえのあるさま <例>「この定跡はきれいすぎてならべるだけで棋力が上がった気になります」
4. （棋力に対して用いて）筋のよい手を自然にさすことができ、棋力の大きくのびる素質の見えるさま<例>「矢賀くんは、さし手がきれいですよね」
5. （棋風に対して用いて）棋風についても「きれいな」を用いることがあり、この場合はあいまいではっきりした定義はなく、格調の高さと直線志向がうまく合わさった棋風を漠然とさす。<例>「山田くん、将棋は自分が好手を指すゲームじゃなく、相手に悪手を指させるゲームだよ。同じ棋力どうしがやるならきれいな棋風は損だと思うよ」

切れる
攻め切れずに駒損だけ残ること。どうにも切れてしまいそうな時は「切れ模様」などとも。
切れ筋（きれすじ）
正しく応じれば切れる手順。
切れ負け、切れ負け制（きれまけせい）
持ち時間を使い切った時点で負けになる将棋ルールを「切れ負け制」という。インターネットを介した対戦将棋などで広く採用されている。
切れ模様（きれもよう）
攻めているが相手に受け切られてその後指す手がなくなりそうな模様のこと。実際に受け切られるかどうかは、相手次第。
棋歴（きれき）
将棋におけるこれまでの経歴や経験値のこと。〈例〉「輝かしい棋歴を誇る」
記録係（きろくがかり）
将棋では対局において棋譜を記録したり持ち時間を確認したりする係。
銀が泣いている（ぎんがないている）
坂田三吉がライバルである関根金次郎との五番勝負第一局で自分の銀が敵陣で動けなくなったときを表した言葉として知られる。ここから自分の銀が働かなくなった状態を表す言葉となる。
錦旗（きんき）
将棋の駒の種類のひとつ。書体銘としても。駒 (将棋)#書体参照。
銀冠（ぎんかんむり）
将棋の囲いのひとつ。
銀冠（ぎんかん）の小部屋
端歩をついた状態の銀冠の、銀の右側（先手振り飛車なら1七、先手居飛車なら9七、後手振り飛車なら9三、後手居飛車なら1三）のマス。銀冠は上部を銀で守っているために、条件がよくないと上から攻めるには手数がかかる。一方下から玉を追いこんだときに斜め上に上がられると、銀か角がないと王手をかけにくい。そこで銀の右側のマスに逃げて1手の余裕をかせぐ展開がよく発生する。それをさして（「玉の短時間の安全地帯」というニュアンスで）「銀冠の小部屋」と呼ぶ。
銀千枚
持ち駒に金1枚があれば敵玉が詰みだが、その金を持っておらず、銀では何枚あっても詰まない状態。「銀では、千枚有っても詰まない」からきている。
銀ばさみ
銀の両横に相手の歩がいるために、銀が斜め後ろに戻れないこと。
銀ひばり
5筋位取りで先手なら5六、後手なら5四の地点に銀を繰り出した形を指す。下から銀がその地点まで上がっていくさまが、ひばりが飛び立つ様子になぞらえていることからという。
禁じ手（きんじて）
将棋においては、将棋のルール違反の手の総称。ルール違反を犯した場合、基本的には指した時点で反則負けとなる。
金底の歩（きんぞこのふ）
金と歩を使用した受けの手筋の言葉で、自陣二段目の金の下に持ち駒の歩を打っておくこと。そうして打った歩のことを「底歩」と呼ぶ。
金開き（きんびらき）
玉を中住まいにして自陣左右に金を開くように配置した陣形。
近代将棋
1. 江戸時代以前ないし実力制名人導入前などに指されていた手順を古典将棋と呼んで、区分する際に用いる。現代を含むかは曖昧。
2. 2008年まで発行していた将棋雑誌。

## く
クイーン、クイーン称号
女流棋界のタイトルでの永世称号。
食いちぎる
歩以外の異なる種類の駒がひもがついた状態でぶつかっていてどちらからも取らないままだったが、片方が猛攻をかける順が始まり、持ち駒の補給のためにそのぶつかっている駒を取ること。「切る」とは部分的に同義。〈例〉これは銀で香車を食いちぎって打っていきますね。
食い逃げする（くいにげする）
中盤の浅い段階で、相手の駒を取った飛車、または角が次の手番以後安全な位置に移動し、（手数を使うという代償をだけで）駒得を確定させる。よく受動形で用いる。<例>「食い逃げされてはいけないので飛車を捕獲しにいく」
空気を捨てて仕掛ける
盤上の駒の配置が、あたかも歩を突き捨てて相手に歩を渡して開戦となった局面に見えるにもかかわらず、その歩が相手の駒台ではなく自分の駒台に乗っているという局面になっていること。
空中戦、空中戦法（くうちゅうせんぽう）
大駒が盤上で激しく動き回る戦いを表す言葉で、特に横歩取り戦の戦型で呼ばれる。
鎖鎌銀（くさりがまぎん）
相掛かり戦で腰掛け銀のように銀を中央に進出するのではなく、逆に飛車筋のほうに向かって進める戦術。
クソ粘り
形勢が不利な状況であっても、最後まで諦めず逆転を目指して指すこと。対義語は「早投げ」。
九段、九段戦
将棋段位の中で最高段位。江戸時代は名人の段位。九段戦は読売新聞が主催していた竜王戦の前身の棋戦で、全日本選手権と呼ばれ、優勝者には九段の称号を与えていた。
首を差し出す
自分の敗北が濃厚な状況で、形作りして手を渡すこと。下駄を預けると同義
クマる
穴熊囲いを用いること。特に居飛車穴熊で用いられるが、藤井システムの登場などで、無事にクマれないことも多く、以降は対穴熊側は組ませないようにする指し方が増えた。
組む
駒を動かし、攻めと守りの陣形を築くこと。
位（くらい）
中央の段（5段目）のこと。
位取り、位取る
位取り 中央の5段目まで歩を伸ばすことであるが、居飛車の飛車先の場合や相振り飛車での飛車先の場合こうは呼ばれない。また端歩（1筋や9筋）の場合は突き越しと表現する。
食らいつく
1. 「張り付く」と同義。
2. （不利な側が）形勢の差が広がらないように懸命に指す。

苦しい
不利と同義。
群雄割拠（ぐんゆうかっきょ）
複数タイトル保持者がおらず、タイトルの数だけタイトル保持者がいる状態。

## け
軽視する（けいしする）
将棋の解説で用いられる。一般的な意味とほぼ同じであり将棋用語には該当しないが、将棋では限定的に「相手の指してきそうな手の候補の一つであることは読んでいたが、ほかの手のほうを優先して考えていたため、またはその手に形勢の大きく傾く危険な順が含まれていることに遅れて気づいたため、時間を使って読みの軌道修正を余儀なくされた」という状況をさして「〇〇を軽視した／軽視していた」と過去形で用いることが多い。<例>「竜王の手が止まりましたね。私もAIの表示がなければまったく気づきませんでしたが、桂成が危ないのを軽視したのかもしれません」
形勢
対局の状況。駒の損得や効率、玉形などを総合して判断された優劣の差をいう。形勢を表す表現としては以下のようなものがある。悪いほうから「敗勢」 ― 「劣勢」 ― 「不利」  ― 「不満／指しにくい」 ― 「互角／五分」 ― 「有望／指しやすい」 ― 「有利」ー「優勢」 ― 「勝勢」となる。
軽手（けいしゅ）
特に軽快で軽妙な好手を指す。一方「軽い手」「手が軽い」は相手にあまりダメージが与えられていない指し手を表す。
桂先の銀、桂頭の銀（けいとうのぎん）
受けの手筋のひとつ。相手の桂の頭に持ち駒の銀を打つ、または自分の盤上の銀を進める。桂の利き先が銀の利き先（斜め下）と一致しているので、こうした対処で桂の攻撃を受け止めることが可能。
桂跳ね
桂馬を前進させること。駒のうち桂馬については前にいる駒を飛び越すことができるため、この様から跳ねると表現されるが、桂馬は香や歩と同様、成り駒になるまで前方に進むことしかできない。
桂のふんどし（けい-）
桂馬での両取りかけ。桂の利き形がふんどしに似ていることからの名称。
ゲームセット
「終わる、オワ」と同義。
消す
駒を取ったり交換したりして盤上からなくすこと。
下駄を預ける
自分の敗北が濃厚な状況で、形作りして手を渡すこと。「首を差し出す」と同義。
下段
将棋盤で端の段、一段目や九段目。
結論（けつろん）
中終盤のある局面について複数人で手を吟味した結果、当座これが妥当ではないかと見なされた（その局面の）あとの手順または優劣。手の吟味は狭義には議論に含まれないが結論と呼ばれる。
元気が出ない
1. どうにか相手の攻めに応対しているだけで、形勢に影響しなそうな、最善ではなさそうな選択肢を選んでいる雰囲気を指す。
2. ここから勝てなくはないが、それなりに不利であることを感じるのであまり選びたくないさま〈例〉「ここで金を使うんじゃ元気出ませんよねえ」

元気が出てくる
劣勢が続いていたが相手が緩手と思われる手を指して、互角にもどりそうな雰囲気が少し出てくることを、劣勢な側からいう語。  〈例〉「うん、それはこの角打ちがありますからね、〇〇さんに元気が出てきますよ」
研究
ある局面からの変化について、どのようなメリットやデメリットがあるのか調べること。
研究会
複数人で集まり、特定の局面や戦法の検討を行うこと。
研修会
奨励会の下部組織。奨励会員ではないアマチュア有段者の少年少女らが参加しているリーグ。
現代将棋（げんだいしょうぎ）
1. 第二次世界大戦期よりあと行われた対局の総体。または第二次世界大戦後の将棋の定跡の変遷、戦法の流行の推移。<例>「現代将棋の70年をたどる」
2. プロ棋界で今数年来続いているトレンドを反映した対局、またはそのトレンドによる序盤の駒組み。<例>「現代将棋は研究競争の激化抜きでは語れない」

源平駒（げんぺいこま）
書き駒の一種で、表が黒で、裏が赤で書かれている駒。
限定合い（げんていあい）
王手に対する合い駒のうち、特定の駒以外では早詰みや実際の詰みが生じることの意。詰将棋では最長手数で逃げる必要があるため誤答の原因となる。あとの手順でその駒を取って王手に使われるので詰ましやすい駒を避ける、あとの手順でその合駒の利きによって特定の王手を防ぐ、盤上でほかの種類の駒が使い切られていて使うことができない、駒の位置をずらして利きを変えることで玉が逃げられるようにするという理由で発生する。複数回出てくる限定合いを読み切らないと解けない、合駒の選択を主眼とした問題もある。実戦でも詰みを逃れる際や逆に絶対に詰ませる場合に「正しい合い駒」の指し手が生じることも多い。
検討
1. 生中継されている対局を見ながら、どのような変化になるか予想し、どちらが有利・不利かを判定すること。対局場の近くでこれを集団で行う部屋を「検討室」という。
2. 過去の棋譜を見ながら、他にどのような変化があったかを調べること。

権利（けんり）
相当後まで放置しない分にはいつでもそれに対する相手の応手が決まっていて、自分の一存でさすタイミングを選べるような手。「○○は先手の権利」「○○は権利ですからね、一番いいタイミングでさしたいところです」のように用いる。

## こ
公開対局（こうかいたいきょく）
主にプロの将棋棋士が、テレビ中継やモニター越しではなく一般大衆の前で対局している実際の姿を公開した対局のこと。棋戦ではJT将棋日本シリーズなどが全局公開対局で行われている。
交換
1. 駒の取り合いの結果、お互いに持駒を得ること。例えば、自分の銀で相手の桂を取り、次に銀が相手の別の駒に取られることを「銀桂交換」と言う。また、自分の角で相手の角を取り、次に自分の角が相手の別の駒に取られれば「角交換」と言う（「角角交換」とは言わない）。なお、自分の駒1枚（x）と相手の駒2枚（yz・ただし歩は対象外）が交換される場合は、「二枚替え」あるいは「xとyzの交換」と言う。
2. 指し手に対して受けた、もしくは応じた時の表現。符号で表現することが多いが、端歩の場合は「端歩の交換」と言う。

降級、降級点
下のランクに位置するリーグに落ちること。降級点は順位戦で成績の悪かったものに付けられるもので、規定回付くと降級させられるというもの。
皇居内決戦（こうきょないけっせん）
昭和24年の名人戦五番勝負の第5局目が皇居内の済寧館で行われたのでこの名がある。
好局（こうきょく）
対局のうち素晴らしかったもの。お互いが力を出し実力を十分発揮して指された対局。
好形（こうけい）
よい駒の配置。
公式戦 (将棋)
プロ棋士の対局で、記録・成績が反映される棋戦。
好手（こうしゅ）
うまい指し手。対義語は疑問手。
幸便（こうびん）
相手の狙いに対応した手が駒取りや自玉の受けになっているなどして一石二鳥感があるさま。〈例〉3六歩に4五桂とはねるのが金に当たって幸便なので先にそれを消す。
攻防手
攻めることと受けることが同時にできる指し手。攻防の一着などと呼ばれる。通常は大駒などで発生するが香車や玉頭戦などでは他の駒の指し手でも生じる。
攻防の角・飛（こうぼうのかく・ひ）
相手を攻めつつ、自玉の守りにも利いている角（馬）や飛車（竜）のこと。
高野山の決戦
昭和23年に高野山金剛峯寺で行われた名人戦挑戦者決定戦。
国際将棋フォーラム
外国人に向けた将棋の国際イベント。
ココセ
「ここにさせ！」から派生した、自分からみて都合の良い手を相手が指すことを期待すること。逆にそうした指し手を指してしまうこともいう。勝手読みと同義。
小駒（こごま）
王将、角行や飛車以外の駒のこと。
55年組 (将棋)（ごじゅうごねんぐみ）
昭和55年（1980年）に奨励会から四段昇段した棋士の総称で、この時の棋士達が集中して若くしてタイトル獲得や各棋戦で活躍したため、こう呼ばれるようになる。
古将棋
平安時代から江戸時代ごろまでに指されていた将棋。
後手（ごて）
対局を始めるとき、先手の後で指し始めること。
後手を引く
受けている相手に逆に攻める余裕を与えるような手を指すこと。後手後手に回るなど、一般の慣用句にも使用される。
この一手
他の指し手を選ぶ余地がないこと。必然的に指し手が決まっていること。「盤上この一手」ともいう。
後の先（ごのせん）
将棋では後手を引いたように見えるが実際は先手となるような指し手。相手の攻めを利用しての反撃などや、ゆとりをもって分かったうえで相手攻撃を受けるなどの意味を表す。
コピー将棋
途中まで過去に指された将棋と同一局面で進んだ将棋。もとは途中変化できないことなどを揶揄した言い方であった。
小鬢（こびん）
玉・飛車の斜め上のマス。カタカナの「コビン」と表記されることが多い。元は頭の左右前側面の髪のこと。
駒 (将棋)
将棋というゲームを行うにあたって必要となる小道具。
駒を動かす動作について
現物の駒を手で動かす動作は、以下の5つがある。
1. 駒の上面の若干うしろがわを人差し指か中指、または両方で軽くおさえ（駒が大きめなら人差し指と中指の両方でおさえる）、手を動かして駒をすべらせて移動させる。人差し指のみか、人差し指＋中指のときは、背面の細い部分に親指をそえてもよい。
2. 駒の上面を人差し指で（駒が大きければ人差し指と中指）、下面のうしろがわと背面にまたがるあたりを親指でおさえて持ち上げ、目的のマスの上まで持ってきて、駒の先端側が盤面に少し接触したところで親指をわずかにうしろがわにずらして駒の下面うしろがわも盤面に接触させる
3. 駒の先端を人差し指で、駒の背面を親指でおさえて持ち上げ、目的のマスの上まで持ってきて、マスと盤面がきわどく接していない高さで両方の指を駒から離してわずかに駒を落とす。
4. 人差し指の爪の面で駒の下面を支え、駒の上面に中指をおいた形で駒をはさんで持ち、目的のマスの上まで持ってきて駒の先端を接触させ、人差し指を少し後ろ側へ引き抜くようにして駒の仮面から離し、駒の下面後ろ側も盤面に接触させる。
5. 駒の背面を中指の先でおして動かす。

この中で常用するのは1,2,4である。1は八方に1マスか2マス動くとき、2マスならその方向の1マス目に他の駒がない場合に用いる。例外的に桂馬の動きでも、目的のマスのすぐ下に駒がなければ可。ただしそれほどは用いない。3マス以上でも1で動かす人はいることはいるが、すべる距離が長すぎる感じがあって標準的ではない。「将棋」を意味するジェスチャーとして、人差し指、中指、親指は開き、薬指と小指は閉じた状態で、手のひらを下に、人差し指と中指の先を前に向け、口からアゴあたりの高さに手を持ってきて、手を前へ短く2回突き出す動作がある。これは1のすべらせて駒を動かす動作で将棋をたとえたものである。将棋を「さす」というのもこの動作から来ている。
2と4はあらゆる距離、方向で使うことができ、持駒を盤面に持ってくる場合もこれを用いる。3は時間が切迫していて、盤上か駒台から多少遠めのマスに移動するときに使う人がいることはいるという程度で、標準的ではなく、若干俗っぽい感じがあるだけでマナー違反ではない。5は1マス前進のときに限定的に用いる。プロでも使う人がいるが、標準的ではなく、1のマイナーな亜種である。これもマナー違反ではない。
1と2/4がどちらも可能な駒の動きでどちらを使うかは人によって異なり、一般的な規則はない。ただし1マス横と1マス前後に駒があるところを斜めにすべらすとその2つの駒にぶつかりやすいのでその場合は2/4を用いる。
2と4で駒を動かすときに、駒と盤面が当たることによる音（擬音語としてあえて書くなら「パチリ」「カチッ」「タン」「チェーン」など）が出る。これを駒音というが、対局中に駒音をどこまで出すかはデリケートな問題である。勢いをつけて駒を盤面に接触させると、やろうと思えばかなり大きな音になる。すぐ近くに座っていて思考を集中させている対局者には主観的にはさらに大きく聞こえる可能性がある。これは対局マナーの一つである、威嚇の禁止にふれる。一方で勝負事の一種である将棋で、興が乗って音を強く立てて打ちつけてしまうのをすべて抑制すべきというのも実効性の問題があり、しかもプロも頻繁に行っている。また、対局の公平性から要請される対局マナーとは別に、「駒を強く打ちつける行為は美しくないのではないか？／日本人的な価値観にそぐわないのではないか？」という美意識の面も争点になる。かりに教育性も将棋に求める価値観を採用するならば、駒音の問題は白黒をつける必要が出てくる。あるいは将棋はそこまでおしつけるゲームではないとする場合も「駒音は耳障り」という人に一定の寛容さを求めることになって、白黒をつける必要が出てくる。日本将棋連盟は日本国外にも将棋の普及を図っており、外国人にもこの所作の問題は生じるので、日本と外国の間でのコンセンサスという問題も加わってくる。
2と4で駒を動かすときに、目的のマスに駒を持ってきてそのまま駒と盤面を接触させるのではなく、一度目的のマスではないマスに駒を打ちつけ、そこから中指で駒をおさえた状態で目的のマスへ向かってすべらせる動き（打ちすべらし）をする人がいる。さらに駒のないマスではなく、マスにいる駒の上に打ちつけてすべらせるというパターンもある。これは現状はマナー違反ではないが、駒音と同じく美意識の面でどこまで許容されるべきかという問題がある。
一般に、将棋マンガでは、表紙などで登場人物が駒を持っているポーズのときに4の挟み持ちをしていて、これがマンガの中での将棋のステレオタイプになっている。しかし現実では挟み持ちは慣習として推奨されるということではなく、そのほうがかっこよさそうだからとか、何となくまわりの人がそうしているからという程度で行われているに過ぎず、正統派の地位はない。また実際の対局では2のつまみ持ちの人もいるし、挟み持ちで4をするものの1をかなり使う人もいて、駒の動かし方は幅が広い。

駒の動きの符号の略称
駒の動きの符号は、マスの番号＋そこに動く駒の種類＋成の有無、動ける駒の区別 の三つの要素からなるが、アマチュアの間では、「2八受けるか」とか「金、歩でいったらどうなる？」とか「そうか、じゃあ左か」のように要素の1つだけで略して言う人も時々見られる。
駒落ち（こまおち）
実力差がある者同士が対局するときに上位者が何枚か初期位置の駒を減らしてハンデをつけること、またそのハンデ。詳細は将棋の手合割も参照。
駒音（こまおと）
駒を指す時に出る音。特に、気合が入っている時に出る力強い音を「駒音高く」（駒音が高い）と言う。
駒組み（こまぐみ）
自分の玉を囲って守りを堅めたり、攻勢の準備をする段階のこと。
駒台（こまだい）
持ち駒を置くための台。5寸盤などの将棋盤の場合は足つきの駒台となる。
駒得（こまどく）・駒損（こまぞん）
盤上の駒と駒台の駒との総合で、対局開始時より駒を得、または損していること。
駒柱（こまばしら）
いずれかの筋のマスが、全て駒で埋まっている状態を柱に例えた言葉。「成立すると縁起が悪い」という俗説があるが、根拠は無い。
駒師（こまし）
将棋駒を造る職人・技能者。
駒袋
高級駒の場合に付いている、駒箱にしまう際に入れる袋。ひもで巾着のようになっている。
駒割り（こまわり）
対局する双方の持っている駒の数と種類。「駒の損得」ともいう。
ごめんなさい
「謝る」と同義。歩を打って受ける場合は「ごめんなさいの歩」と言う。
コレ将
「コレカラ将棋ガイド」の略称とそのブランド名と、そのサークル名。
怖い
次に来る相手の強烈な手を放置する、間違えると詰むような王手の連続に応じたりするなど、玉に関して危険のあるさま。
コンピュータ将棋
将棋を指すコンピュータソフトウェアのこと。またコンピュータソフトウェアが対戦する将棋のこと。ハードウェアの性能向上とプログラム技術の発展により現在では大変精確な指し手などが繰り出されるため、棋士によっては練習将棋の対戦相手や作戦検討、形勢判断や詰み筋の検討などにも使用されている。そしてエルモ囲いなど、棋士でも思い浮かばないような戦型などや手筋発見などがなされる場合も多い。

## さ
最後の望み、最後のお願い
敗勢の側がわずかな逆転の望みをかけて放つ勝負手。
最新形、最新型（さいしんけい）
プロの棋戦で最近よく用いられている定跡からの変化。また、それによって現れる局面。
最善手
特定の局面で最もよいとされる指し手。考えられる指し手の選択肢の中でもっとも良いと思われるもの。
催促（さいそく）
相手に駒を取らせたり、攻めを促すように指すこと。
最速（さいそく）
最もスピードが早い攻めの手順をいう。必ずしも最善手を意味しない。
最優秀棋士（さいゆうしゅうきし）
日本将棋連盟主催の将棋対象の中での最高賞。将棋タイトル戦主宰者で構成される選考委員会によって選出される。
逆馬（さかうま）
→左馬
咲き分け駒
書き駒の一種。上半分が赤で下半分が黒で書かれている駒。
作戦勝ち（さくせんがち）
序盤の駒組みが功を奏し、中盤に入る以前から有利になること。対義語は「作戦負け」。
刺さる（ささる）
1. 角、桂、香、歩を打った駒取りに対してまともに応対することができず、形勢が傾くこと。〈例〉この順は6五桂の金取りが刺さって気分がいい。
2. 玉の囲いの近くの嫌な位置に相手の攻め駒がいくつもあり、玉は裸になっていないもののすでに危険なさま。〈例〉馬、と金、桂、いろいろ刺さりすぎてもう無視して攻めあうしかない。

指されてみればなるほど
読みになかった手が、最善手に近い手になっていること。または大盤解説などで、解説者の最善の読みとは違ったときに婉曲表現として使う場合もある。
指し掛け（さしかけ）
対局を途中で中断すること。2日制のタイトル戦などで1日目は夕刻で指し掛けとなり、封じ手としている。
指し切り（さしきり）
1. 持ち時間を使いきった時点で負けとするルール。「切れ負け」と同義。
2. 戦力の不足で攻撃が中断して（切れて）しまうこと。既に敗勢である。「切れる」も参照。

指し過ぎ（さしすぎ）
無理筋と同義。調子に乗って攻めすぎて形勢を損ねること。
指し手（さして）
手と同義。
指しにくい
1. やや形勢不利な局面。
2. あり得るかもしれないが、(自分は)指したくはない手。

指しやすい・指せる
やや有利な局面ではないかと思われること。〈例〉「飛車を打たれても3筋から攻め合って指せそうですね」
指し込み制（さしこみせい）
勝者が敗者に対して駒を落として戦う制度で、公式戦ではかつて王将戦で採用されていた。
指し直し
1．千日手などの後で改めて将棋を指すこと。
指し分け
対局数に対して勝ちと負けの数が同数であること。
指す将
将棋を指す愛好家。以前は将棋の愛好家＝指す将であったが、近年は対局（特にプロの一戦）がネット中継などで普及し、観るのを専門とする「観る将」が出現。
錯覚（さっかく）
将棋では自分が有利になると勘違いしての指し手の意味。
捌く（さばく）　捌き
攻め駒（特に飛車・角）をうまく働かせること。自身の働きの良くない駒が良い位置に動いて使えるようになったり、攻め駒と守りの駒を交換して持ち駒にすることなどを指す。特に振り飛車を用いる場合に重視される。振り飛車での指し回しで特に攻め駒の飛車や桂馬が中央進出など（五段目以上）で活用できたときにうまく捌けた、と表現される。
さわやかな
1. 攻め駒がぶつかり駒の交換が起きて、目下争点になっている範囲に攻め駒が少数のみ残るだけになる展開を形容して言う語。その展開で有利、または有利そうな互角である場合に言うことが多いが、盤面の駒を一掃しないほうがよいのに一掃するほうを選んでしまった場合にも用いる。居飛車対振り飛車の対局で比較的よく用いる。相居飛車、相振り飛車では攻め駒がたがいに相手玉の方面を向いているため、居飛車対振り飛車の場合よりも狭い範囲での折衝に用いる。
2. 詰将棋では、王手のくりかえしにともなって駒が盤上からなくなっていき最後に少数の駒が残って詰む手順がうまくできていることをほめるのに用いる。

さよなら
責められていた駒が逃げること。
三段リーグ
奨励会の最上位リーグ。棋士になる最終関門。
三手の読み
自分が1手指したら相手がどう指すかを考え、さらにその手に対してはこう指す、という3手1組の読み筋のこと。将棋の基本とされる。2手目が死角になりやすく、「相手の価値観」で判断する必要があり、ここで判断を誤ると3手目以降をいくら読んでも意味が無い。
サンドバッグ状態
一方的に攻められている状態。攻めだけを敢行されている状態。
残念棒（ざんねんぼう）
プロの対局において、1分以上考えた後に投了した際、棋譜用紙の指し手の欄に表記される横棒（棋譜を書籍等で縦書きで印刷する場合は縦棒となる）。

## し
幸せになれない
序盤か中盤に、ある候補となる指し手があり、それが（長年の勘から）将来的に悪影響を来たす臭いがしていて、それを指す気が起きないさま。〈例〉（解説者が手を示して）「こういう手は一応ありますが、幸せになれないとしたものですよね」
C級（シーきゅう）
順位戦のクラス。1組と2組とある。最下位クラスがC級2組で奨励会三段リーグを勝ち抜き晴れて四段になった棋士は最初に属するクラス。1組はその上のクラス。
仕掛け（しかけ）
戦いを起こすための最初の攻め・開戦。歩をぶつけること（歩の突き捨て）からが多い。
しかりつけ
受けの用語。金は飛車の打ち込みに強い駒で、飛車を自陣に打ち込まれたとき、持ち駒に金がある時にその金を使って飛車をはじくこと。
時間攻め（じかんぜめ）
自分の手番で時間ギリギリまで待ったり残り時間を存分に使って考えたりせず短時間で着手することをくりかえすことで、相手に持ち時間を消費させたり（時間の少なさから）迷わせたりする効果を狙うこと。
地獄突き（じこくづき）
(突き越されている)自玉の端歩を突いて攻めること。
持久戦（じきゅうせん）
お互いにすぐには攻めず、長い中盤戦が続くような戦型。急戦の対義語。
直彫駒（じかほりこま）
駒に文字を彫る際は字母紙を使用して彫るが、字母紙を使用しないで直接彫った駒のこと。
事件（じけん）
悪手によって優勢または勝勢が吹き飛んでしまうことの比喩的表現。〈例〉「先手勝勢だがここで同角と取ってしまうと事件」
持将棋（じしょうぎ）
入玉で引き分けとする将棋。双方、もしくは片方の玉が敵陣に入り、盤上と持ち駒の大駒を5点、小駒を1点として、互いに24点以上あるときに、双方の合意によって無勝負（引き分け）になる制度。入玉宣言法とは異なるルールである。
自信（じしん）
将棋ではどちらかというと「この変化手順では自信がない」など、自分の指し手についてネガティブな意味で使用される。
自陣（じじん）
自分の陣地を意味し、自分から見て手前下から三段目のスペース、先手から見ると七段から九段の、相手の駒が入ると成ることができる範囲。文脈によっては歩が並ぶすぐ上、四段目までの範囲までを含めることもある。対義語は敵陣。
自陣角（じじんかく）
(遠く相手の駒を見据えて)自分の陣地に持ち駒の角を打つこと。
自陣飛車（じじんびしゃ）
自分の陣に持ち駒の飛車を打つこと。遠く相手の陣を見据えての他に、自陣の守りや相手から自分の陣に駒を打たせないためのスペース潰しの目的で行うこともある。
自然な手（しぜんなて）
バランスの取れた違和感のない手。一見自然な手が局面次第で悪手となることもある。
自戦解説（じせんかいせつ）
自分の指した将棋を解説すること。
自戦記（じせんき）
対局者自らが対局について執筆する記事。
次善手（じぜんしゅ）
将棋の指し手で勝ちに最も近づく指し手を最善手と呼ぶが、その次に良い手を次善手という。
下手（したて）
駒落ち戦で相手にハンデを付けてもらった方。下手側は駒を落とさずに戦うことができる。
質駒（しちごま）
いつでも取れる状態になっていて、実質上甲の側の持ち駒であるのと等しい乙の駒。特に飛車や角などの価値の高い駒で安い駒を取る時に用いられる。
じっくりさす
1.序盤の戦型の選択の段階で、駒組みに手数をかけるタイプの戦型を選ぶ  2.中盤で駒をぶつけたりとりあったりする展開を選ばずに、たがいに隙を見せず形勢が今すぐはどちらかに傾かない展開を選ぶ  3.今すぐ攻めかからずに相手の駒を圧迫したり守りを固めたりするなど有効な手をさす  〈例〉「最近プロ棋士の間では急戦が流行っていますが、この対局はじっくりさす展開ですね」「小学生は大体将棋もやんちゃだが、たまにじっくりさすおっさんみたいな子もいる」「この局面は馬を寄ってじっくりさせば後手指しやすい」
じっと
すぐに攻めるような手や相手に応じる手を指さずに、陣形を整えたり、先を見越して指す手を選択するさま。将来隙にならないよう自陣の駒の位置をなおしたり、飛車角を少し動かしてラインを変えたり、歩・と金・成香・成桂・成銀を動かして相手の駒に近寄っていく手に用いる。解説者が用いることが多い。一般的な「じっと」とはニュアンスが異なる。〈例〉「じっと1六歩と突いた」「指しましたね。ここでじっと金引きですか。ある手ではありますがこの局面でじっとはなかなかですよ。」
実力制名人（じつりょくせいめいじん）
現在の挑戦手合い・選手権制の名人位。名人位は現在の名人戦が行われるまでは世襲制・推薦制であった。
実戦（じっせん）
実際の対局。実際に指された手を示すときに用いることもある。〈例〉「実戦の9四角では4二歩が有力だった」
実戦的な手
ある局面において、客観的な善悪に加えて対局者心理や消費時間といった盤外の要素を加味して選ばれた手。
実戦的には
「実戦では」の意。たとえば「この局面は先手が有利だが実戦的には大変」という文は「この局面は先手が有利だが、実戦では持ち時間の制限や読み間違いや囲いの差や駒得などの要素もあるため、まだ逆転の可能性がある」を意味する。
失着（しっちゃく）
形勢が不利になるような指し手。悪手と同義。
師弟（してい）
プロ将棋界では師弟制度があり、日本将棋連盟棋士になるためには必ず日本将棋連盟所属棋士で誰かの弟子にならなければならない。
次点（じてん）
奨励会の三段リーグのルールの用語の一。三段を持つプロ候補は一年に二回（前期と後期）三段リーグと呼ばれるリーグ戦を戦い、勝ち星の数で一位または二位になるとプロとなる。そして三位を取った者には次点と呼ばれる、いわば準優勝者の資格が与えられ、次点を二つ取るとフリークラスに編入される形でプロとなることができる。一部の棋戦では、三段の参加者にかぎり一定の条件を満たすと三段リーグ三位と同等の資格が与えられることになっており、これも次点と呼ばれる。三段リーグ外の次点はそれ二つではプロとなる資格とならず、三段リーグによる次点二つか、または三段リーグによる次点と三段リーグ外の次点を一つずつで効力が認められる。
指導棋士（しどうきし）
日本将棋連盟に所属する、アマチュアに将棋の教授を行うことを職業とする人。奨励会退会者がなることができる。
死に駒
1. 行き所のない駒。敵陣の最も奥の桂馬・香車・歩、敵陣2段目の桂馬。ルール違反である。
2. →遊び駒。

死ぬ
駒がどこに動かしても、また放置しても取られてしまう状態になること。ただし普通歩と玉については言わない（玉の場合は「詰む」という）。
しのぎ、凌ぐ（しのぐ）
相手の猛攻をなんとか受け切ること。
縛り（しばり）
相手の玉の逃げ道を封鎖する手段。逃げ道の先に持ち駒の金や銀などを打つことを特に「待ち駒」と呼ぶ。
痺れる（しびれる）
相手に良い手を指され、非常に困ってしまうこと。特に意表を突いた想定外の手で困ること。
下座（しもざ）
対局の際、格下の方が座る席。タイトル戦では挑戦者側が座る席。
邪魔駒（じゃまごま）
攻める地点にすでに自分の駒があるため、攻めが続かないこと。これをただ捨てして攻めを継続させる手段を「邪魔駒消去」と呼ぶ。
終局（しゅうきょく）
一局の将棋が終わること。決着がつきそうな際に「終局を迎える」と表現する。
終局図（しゅうきょくず）
終局時の盤上局面の図のこと。多くは投了図や詰みで終わったときの図であるが、特殊なケースでは千日手・持将棋・反則等によるものもある。
終盤（しゅうばん）
一局の将棋で終わりの部分。勝敗が決まる時機で、必死、一手スキ、即詰などは終盤で使われる用語である。終盤での攻防を終盤戦と呼ぶ。一局の将棋には他に序盤と中盤がある。
十字飛車（じゅうじびしゃ）
飛車が縦横に利いている両取りのこと。
収束（しゅうそく）
一局の将棋が終わりに近づくこと。寄せが最終段階に入って収まりをつけるというところから。
渋滞（じゅうたい）
ある駒を別のマスへ進めたいが、そこに既に自分の別の駒があって邪魔になり、思うように攻められないさま。特に縦方向に複数の駒が固まっている時に使う。
十枚落ち（じゅうまいおち）
駒落ち戦で上手が駒を十枚落として戦う将棋。上手は王将と歩兵のみ。
塾生（じゅくせい）
日本将棋連盟の将棋会館に住み込んで棋士を目指す奨励会員をいう。
趣向（しゅこう）
（主に序盤戦で）工夫した珍しい手を指して、意表の作戦に出ること。
主張（しゅちょう）
局面での有利な要素。
守備駒（しゅびごま）
守りに働いている駒のことで、多くは玉周囲の守備を固めている金や銀など。
手裏剣（しゅりけん）
主に敵陣や前線の急所に打つ歩のこと。
順位、順位戦（じゅんいせん）
将棋棋士の成績は順位が決められており、これらを決める対局は5つのクラス（リーグ）に分かれ、一年間をかけて毎年決定している。このクラス分け順位の最高位が名人。この他にクラスに属さない棋士が属するフリークラス制度がある。
準王手飛車（じゅんおうてびしゃ）
間接王手飛車と同義。
（将棋の）純文学（じゅんぶんがく）
矢倉囲いの俗称。もともと米長邦雄が矢倉戦法における含みの多い指し手を純文学で用いられるような遠回しな表現に喩えたことが語源とされるが、現代では王道の囲いや戦法といった意味で使用される場合が多い。
将棋
「将棋」という語を、ゲームの種類をいう将棋でなく、対局、対局結果、対局においてあるべき手、棋力、棋風の意味で使う人もいる。〈例〉「彼はいい将棋をさす」「昨日の将棋はよくなかった」「その手は将棋らしくない」「あいつは将棋が変わった」「さばく将棋にあこがれて振り飛車党になった」
将棋三家
江戸時代に徳川家から扶持の禄が与えられた大橋家と大橋分家、伊藤家をいう。
将棋所
徳川家から将棋を奨励する目的により寺社奉行管轄で設けられたという。以後名人位は世襲制になる。
将棋大成会
日本将棋連盟の前身となる組織。
将棋の日
日本将棋連盟が定めた毎年11月17日を将棋の日としている。
将棋倒し
将棋をドミノのように並べて倒す様から、人ごみの中でひとりが転んだり倒れたりしたため、次々倒れていく事故の名称になる。
将棋パズル
将棋を利用したパズルゲームで、様々なものがある。
将棋盤
将棋を行うための盤。
将棋類
将棋ゲーム類の総称。
将棋ソフト
将棋に関するコンピュータゲームソフト。
将棋ウォーズ
日本将棋連盟公認のオンライン対局提供サービス。
将棋栄誉賞
公式戦600勝以上を達成した棋士に贈られる賞。800勝で将棋栄誉敢闘賞が贈られる。
将棋道場・将棋センター・将棋サロン
名称は囲碁の碁会所のような統一したものはないが、通常は将棋の対局をするために席料を払い、客同士で勝負が行われる。対戦成績などにより棋力認定してもらうことも可能で、場合によっては棋士指導なども受けられる。
将棋指し
中世から近代にかけて、将棋を指すことを職業としていた人。現代の将棋棋士を指す俗称としても使われる。
将棋ペンクラブ
1987年に発足した、文章を通じて将棋ファン拡大や将棋ライターの発掘と養成を図ることを目的とした会員制クラブ。
昇級（しょうきゅう）、昇段（しょうだん）
段や級が各種条件を満たして上がること。免状等の段や級は、下がるということはないが、ネット将棋などではあくまでクラスのことなので、成績が下がると段や級が下がるというものもある。
昇級ライン（しょうきゅうらいん）
順位戦または三段リーグの勝敗の状況を言うときに、観戦者やアマチュアなど外部の人間が使う語。この二つの棋戦のその期のリーグでの、下位の昇級者と同じ勝敗の数を「昇級ライン」という。順位戦と三段リーグは、リーグ戦を行い勝ち数が上の者が昇級するというルールになっている。そのため勝ち星の多い上位層が何勝何敗で最終局を終えるか、あるいは何勝何敗でなければ昇級できないかという点が問題になり、そこでこの語が用いられる。昇級ラインは毎期変動し、少数の人だけが勝ち星を集めた場合は昇級ラインが高くなり、全体的に勝敗が分散している場合は低くなる。順位戦C級2組は、棋士の数が多く過密状態のため10局の3敗、4敗が昇級ラインでも本来はおかしくはないが、実際には10局の8勝2敗が昇級ラインになることが多く、ある程度は1敗もある。三段リーグは18局の13勝5敗が例年の昇級ラインで、3敗〜6敗になる場合もある。昇級ラインの成績でも順位が上の人が自分と同じかそれ以上の白星の場合、順位が上の人が優先される。この順位の差によって昇級者から漏れることを頭ハネという。
小将棋（しょうしょうぎ）
室町時代に指されていた古将棋の一つ。
勝勢（しょうせい）
非常に有利な局面。「優勢」をさらに強めた言い方。
定跡（じょうせき）
序盤の駒組、主要局面での指し方が、過去の対局や検討などで最善とされる指し方。研究などで新手が発見されると「定跡が覆される」となるが、その手順は新たな手筋や戦法への参考として蓄積がなされる。
焦点（しょうてん）
複数の駒が利いている地点。通常、駒を捨てる時に使う。〈例〉「焦点の歩に好手あり」
消費時間（しょうひじかん）
対局での持ち時間のうち消費した時間。
上部開拓（じょうぶかいたく）
相手陣の駒を取りつつ、一定の範囲を自分の駒で制圧すること。特に入玉を狙う際に用いられる。
勝負形（しょうぶがたち、しょうぶけい）
形勢が傾いているが、優勢な方がそのまま勝ちそうなわかりやすい展開にはならず、相手のミスによってまだ多少は逆転が望めるような、優勢な方に心理的プレッシャーが生じている局面。〈例〉「こっちが負けですが、こうしておけば勝負形には持ちこめましたね。いやこの金打ちは酷かったです」
勝負勝負でいく
終盤で形勢の不利なほうが、（最善の順を取られるととどかないだろうが）開き直って相手の迷いそうな攻め手を次々とくりだし玉に迫ること。
勝負手（しょうぶて）
形勢が不利である側が逆転を狙って指す大胆な手。
勝負所（しょうぶどころ）
戦いの途中で勝ち負けの形勢を決めるような大事な局面。
将来（しょうらい）
この先に起こりうる展開。〈例〉「将来の王手飛車を消す手」
昇龍（しょうりゅう）
駒の書体銘のひとつ。
初手（しょて）
対局の最初に指される手。先手の第一手目。
序盤（じょばん）
序盤戦ともいい、一局の将棋で初手が指されてから作戦が決まり態勢が整うあたりの部分。この部分での作戦態勢を整えるがうまい人を序盤巧者といい、相手よりうまくなったことを作戦勝ちという。
女流棋士 (将棋)
女流育成会
女流棋士の養成機関。
女流棋士会
女流棋士の団体。日本将棋連盟傘下の任意団体。
尻（しり）
駒の真下の地点。
尻金（しりきん）、尻銀（しりぎん）
尻金は玉の真後ろに打つ金や銀、またはそれで詰んでしまう形のこと。尻銀も寄せの手筋のひとつで、持ち駒の銀を相手の玉の真下に打つこともしくは打った銀。
指了図（しりょうず）
新聞などで主催棋戦の対局棋譜が掲載される際に数日にわたって掲載されるので、その日の掲載分の終了図。
陣形（じんけい）
駒の配置。特に序盤の駒の配置。
陣形、戦法の俗な略称
米長（米長玉）、居飛穴（いびしゃあなぐま）、振り穴（ふりびしゃあなぐま）、相穴（相穴熊）、石田（石田流）、ゴキゲン／ゴキ中（ゴキゲン中飛車）、中原（中原囲い）、ヘナ急（へなちょこ急戦）、ギンカン（銀冠）、振りミレ（振り飛車ミレニアム）、メリケン（メリケン向飛車）、ヒラメ（ヒラメ戦法）、エルモ（エルモ囲い）
真剣師（しんけんし）
賭け将棋をして生計を立てている将棋指し。
新進棋士奨励会（しんしんきししょうれいかい）
将棋棋士の養成機関。
慎重（しんちょう）
「駒組を慎重に進める」「慎重に寄せる」など、1手間違えるとたちまち不利や逆転されそうな状況で、隙を見せずに指すことを表す言葉。
陣屋事件（じんやじけん）
昭和27年の王将戦で升田幸三が対局を拒否した事件。
新手（しんて、しんしゅ）
（序盤において）定跡にない新しい手。
新四段（しんよだん）
三段リーグを抜けて昇段し、最初の公式戦に出てから2年以内の、五段になっていない棋士。

## す
スイス式トーナメント
チェスなどで使用されているトーナメント方式で、各自の実力(レーティング、番付）に応じ1回戦は抽選、以降は勝ち星や過去の通算成績で実力が近いもの同士で対戦しあって最終的に勝ち星成績で優勝者を決める方式。
推薦制名人（すいせんせいめいじん）
家元制度が無くなった明治から現在の実力制名人になるまでの期間の名人位。
推理将棋（すいりしょうぎ）
会話からどのような一局だったかを当てるもの。
スースーする
玉のいる段について、その段に飛車を打ちこまれると即王手をかけられてしまう状態。
姿焼き（すがたやき）
自分の玉の囲いが崩されず、そのまま残っているにもかかわらず、攻めが切れるなどしてすでに敗勢の局面に陥っていること。穴熊囲いに用いられることが多い。
スカスカ
盤面のある範囲に駒が無く、守りが非常に弱いさま。「薄い」よりもさらに守りが弱いというニュアンスがある。 〈例〉「玉頭がスカスカなので怖い」
直（すぐ）
棋譜の表示において、同じ種類の駒が盤上の同じ場所に複数枚移動可能な場合、金・銀及び金と同じ動きの成り駒が真っすぐに上がる場合の表記方法。
（金の、玉の）スクワット
将棋にはパス(自分の駒を動かさずに相手の手番にすること)がルール上認められていないため、何か駒を動かす必要があるが、今の駒の配置を変えないまま相手に「千日手にしたくないならしかけてこい」と言ってパスをしたい場面もある。そのような場合、自陣の金か玉を一歩前→一歩後ろ→一歩前→一歩後ろと動かせば、二手一組の実質的なパスが可能。この縦の動きのくりかえしを、スクワットと呼ぶことがある。単に「上下運動」ともいう。
筋
1. 将棋盤における横軸の列番号。1筋、2筋など。
2. 駒の利きのライン。飛車筋、角筋。
3. 理に適った、習いある手順。または個人の将棋の素質や才能。
4. （主に「筋に入る」の形で）いったん有利（不利）になれば、そのまま一直線に有利（不利）が拡大していくこと。

筋中の筋（すじちゅうのすじ）
感想戦などでこの手しかないという意味で使用されるニュアンス。
筋悪（すじわる、すじあく）
筋が悪いとされる指し回し。
筋違い角
本来の利きとちがう筋に打ち換えてつかう角の戦法。
裾狩り金（すそかりきん）、裾銀（すそぎん）
相手の敵陣二段目玉の真後ろ（つまりあいてからみて一段目）に持ち駒の金を打って自分の飛車や龍との連携で玉を追っていくことを裾狩り金と呼ぶ。この下段の金が飛車の横利きで追い込んでいく寄せの手筋。銀の場合は相手玉の斜め下から打って追い込むが、これは裾銀と呼ぶ。
スタンプ駒
押し駒の一種で、文字がスタンプで押して作られている駒。
捨てる
駒損を気にせずに、攻めの駒を相手に渡すこと。特に、ただで捨てることを「ただ捨て」、（取らせる目的で）成り駒を取らせることを「成り捨て」という。慣用句でも使用される「捨て駒」は、これに由来している。
捨て合い
相手の複数の駒が利いている場合にただで取られることを承知の上でする合駒テクニック。相手の攻め利きや位置替え、片方の利きを遮ることでの手数稼ぎなどに利用される。
素抜き
飛車の角、香などの筋上に遠くに利く駒で、その間にある駒を動かさせる、動かすことで遠くに利いている質駒をただでとるテクニック。
スピードアップ
終盤の浅めの段階で、多少を駒を捨ててでも相手玉に迫る手を指し、流れを急にする方針を取ること。逆に相手の攻めを早くさせてしまう場合もある。
すりよる
四種の成金、金、馬が横に1マス動いて敵玉のほうへ近づき、脅威を高めること。「よっていく」「近づく」などでも同じことを表すが、より擬人化した表現として「すりよる」が用いられることもある。

## せ
清算（せいさん）
盤上のある部分で、駒を取って取られて取って取られての連続で、その部分において双方の駒が盤上からきれいになくなり、お互いの持ち駒になること。
贅沢な
多くの持ち駒、特に飛角金銀を連続して使っていくさま。〈例〉「贅沢な金銀捨てでぴったり詰む」
成立する
ある仕掛けによって仕掛けた側に有利、もしくは互角に局面が進行すること。定跡において重要な概念。〈例〉「この攻めはやや強引で、厳密には成立していない」
席主（せきしゅ）
将棋道場・センターの経営者、責任者。
世襲制名人（せしゅうせいめいじん）
推薦制名人から現在の実力制名人に移行する前の名人制度。
世代（せだい）
棋士を年齢（プロになってから何年目という意味ではない）によって数年単位で大まかに区分したもの。師弟関係、加齢よる棋力の低下、奨励会時代に流行していた戦法、定跡の発達、段位・タイトルなどから、棋士を上の世代下の世代と分けるのが便利なので時々言及される。
雪隠詰め（せっちんづめ）
玉をいずれかの四隅に追い詰めて詰めること。詰み#特殊な「詰み」を参照。
ゼ・Z（ゼット）
相手に何枚駒を渡しても自玉が絶対に詰まない状態。「絶対に詰まない」の頭文字「Z」からきている。また、特定の駒を渡さない限り詰まない状態にも使われ、おもなパターンに「桂馬Z」「金駒Z」（金か銀）、「斜めZ」（斜め後ろに動ける駒＝銀か角）、「横Z」（金か飛車）などがある。例えば「桂馬Z」であれば穴熊の玉のすぐ斜め上に銀ではなく角か桂馬があり、その頭に相手が桂馬を打てば一手詰めとなるが、相手の持駒に桂馬が無いためすぐには詰まされない状態を指す。
絶対手、絶対の応手（ぜったいのおうしゅ）
この指し手でなけれな絶対に不利になる、もしくは負けになるときの指し手。
絶妙手（ぜつみょうしゅ）
盤上この一手のうち、その手がその時のタイミングで指されたため、勝負や展開を有利に運ぶ決定をづけたという指し手。
節約（せつやく）
のちの展開を考えて、本来使いたいものより安い駒を打ったり、何も打たずに盤面の駒を動かして対応すること。
狭い
動ける（逃げられる）マスが少ないこと。
攻め・攻め将棋
攻めを主とする棋風を表す言葉。受け将棋の対義語。
攻め味（せめあじ）
相手の玉をスムーズに危険な状況に持っていけるような、有望な手順の有無。「ある」「ない」「残す」「見せる」とともに用いることが多い。
ゼロ手
1. 結果的に手得をして、一手多く指せた状態。〈例〉「角を合わせてゼロ手で歩を突けた」
2. 相手は必ず対応しなければならないために、速度計算において手数にカウントしないこと。

全軍躍動
ほとんど全部の攻め駒が何らかの形で役に立ち、手の流れが非常によいさま。
戦型（せんけい）
序盤での、駒の配置、駒を動かす手順、また先手と後手の駒の配置、駒を動かす手順の差などから生じる、対局の展開をパターン化し、分類したもの。3段階～7段階の区分を持つが、統一的な名称や命名の規則ががあるわけではなく、その名称もあいまいに名づけられたものが多く、さらに分類が未確定で名称もない戦型もある。最上位の1段階目の区分は、居飛車と振り飛車の組み合わせで、 (1)相居飛車、 (2)居飛車対振り飛車、 (3)相振り飛車の三つに分ける。次の2段階目の区分は、この三者ごとに基準が異なっている。
1. 相居飛車では、かりに先手と後手のどちらか、または両方が飛車先の歩をのばしてくるとして、そのあとの▲2四歩／△8六歩にどのように対処するかによって　(1) 矢倉 (2) 角換わり (3) 相掛かり (4) 横歩取り の4つにまず分ける、四分法が通例になっている。
2. 居飛車対振り飛車では、まず振り飛車側の陣形を基準に 中飛車／四間飛車／三間飛車／向飛車 × 早期の角交換あり／なし の８パターン＋そのほか1パターンで計9パターンとする九分法が標準的である。そして3段階目で居飛車側のとる陣形を基準にして細分する。
3. 相振り飛車では、戦型の区分は上二者と比べると統一的な見解がない。一例の見解として、先手の中飛車／四間飛車／三間飛車／向飛車×後手の中飛車／四間飛車／三間飛車／向飛車の16パターンから、先後逆の場合を同一と見なした10パターン（中中、中四、中三、中向、四四、四三、四向、三三、三向、向向）＋そのほか1パターンによる十一分法がある。3段階目の区分の基準は決まっていない。

先後同型（せんごどうけい）
先手と後手の陣形がまったく同じになること。
宣言法
→入玉宣言法
全駒（ぜんごま）
相手の玉以外の駒を全て奪うこと。実際は全駒になる前に投了するか、攻める側が詰ませるのがマナーとされ、行った場合は投了しなかった方はもとより、詰ませなかった方も批難される事が多い。
扇子（せんす）
対局の際に用いる小道具。将棋の小道具としての扇子は横に折りたためるものが普通である。根元の部分を握り面を開いて、右利きなら扇子を握っている右手の拳を左の脇よりやや内側のところに持ってきて左側から喉元とアゴのあたりを扇ぐのが第一の使い方である。ほかに単に面を開いた状態で持って顔の鼻の途中から下の部分を隠すだけに使ったり、閉じた状態で持って、仮想的に駒を動かすときに一手ごとに揺らすという使い方もする。さらに、扇子を開けて閉める動作をくりかえしてパチンパチンと音を立てつつ考えるという使い方がある。この最後の使い方は音を立てるので、対局マナーの原則論に照らしてよくない行為であると見る人がいる。しかし藤井聡太など少数のプロ棋士は行っており、合法かどうかは微妙なところである。日本将棋連盟は商売の一つとしてグッズ販売を行っており、面の部分に棋士が文字を書いた扇子を高値で販売している。アマチュアでは扇子を常用している人は少なく一部の人に限られるが、各地方のちょっとした大会で扇子が賞品になることもあるので、それなりに棋齢の高い将棋愛好者なら、使わない扇子が家にあることもある。
先手をとる
相手が受けざるを得ない手を指すこと。相手が受けた後は自分の手番になることから。
先手後手の呼称
対局の際には、駒の配置を言うときに、「先手」／「後手」を代名詞的に使うのがもっとも中立的であるが、対局者の名前やタイトルを直接使って「名人の方がやや苦しいように見えます」のように言うこともある。また対抗形であれば「居飛車を持ちたいですか？振り飛車を持ちたいですか？」「居飛車の次の手を中飛車側がどう見ているか」「左美濃が固くミレニアムが先に食いつかれている」など、陣形を代名詞的に使うこともある。相居飛車では双方の陣形が同じであることが多いため対抗形ほどは用いられないが、陣形がたがいに大きく異なる戦型（ひねり飛車、右玉、雁木など）であれば先手／後手のかわりにそれを使うことができる。
千日手
指し手を進めても全く同じ局面に戻ってしまい、決着がつかなくなること。成立すると無勝負指し直しとなる。
千日手含み
局面がやや不利だと考えた時、相手の指し手次第では千日手への誘導を狙う指し方。〈例〉「後手なので千日手含みで指す」
前例（ぜんれい）
以前に現れたことがある同一局面。〈例〉「この局面は3局前例があります」

## そ
双玉駒（そうぎょくごま）
通常の将棋駒セットは王将と玉将１枚ずつであるが、玉将2枚のものをいう。
即詰み（そくづみ）
1. ある局面で、正しい手順を取れば相手のどのような応手でもかならず玉が詰む状況。詰めろを見落とした、意図的に放置したために相手の手次第で詰まされてしまう状況。<例>「こっちの玉は即詰みだろうけど時間がないので相手玉に詰めろで賭けに出るしかない！」
2. 詰めろになっているかどうか即座にはわからない局面で、詰む手順を発見、確認して玉を詰ませること。<例>「えーと、ああ、即詰みですねえ。棋聖が7三銀の王手を見て投了しました」

俗手（ぞくて）
誰でも思いつく分かりやすい手。良い意味でも悪い意味でも用いる。〈例〉「寄せは俗手で」
俗手の好手
ときに純粋な駒数攻めなどわかりやすい手が最善な場合があり、そうした指し方をして残り時間を残す方が適切であることがある。
即詰み（そくづみ）
手数に関係なく、王手の連続で詰むこと。
速度計算（そくどけいさん）
仮にお互いに相手の玉への攻めに専念した場合に（駒の損得は関係なく）どちらが早く相手の玉の詰みに到達できるかの手数を読むこと。
底歩（そこふ）
9段目あるいは1段目（自分から見て一番手前）に歩を打つこと。典型的には8段目の金将の下に歩を打ち、敵の飛車の横利きを遮る。「金底の歩、岩より固し」
そっぽ
前線と逆の方向のこと。〈例〉 「いつの間にか金がそっぽに行ってしまった」
袖飛車（そでびしゃ）
飛車を左横に1筋だけ移動して指す将棋。居飛車に分類される。
～損（ぞん）
【接尾語】自分のいずれかの駒の数が相手より単純に少ない状態になっていること。「銀損」（ぎんぞん）、「桂香損」（けいきょうぞん）のように言う。歩以外の駒に損得がない場合は、歩の数について「一歩損」（いっぷぞん）、三歩損（さんぷぞん）のように言い、あるいは枚数を表さずに単に「歩損」（ふぞん）とも言う。反対語は「～得」（どく）。

## た
第一感（だいいっかん）
最初に思いつく手、局面を見た瞬間に受ける印象。
退会（たいかい）
1. 奨励会員が奨励会を脱退すること。
2. プロ棋士が日本将棋連盟から脱退すること。プロ棋士は引退後も日本将棋連盟の構成員であり、引退とは厳密には異なる。

対局（たいきょく）
盤に向かい合って将棋を指すこと。将棋の試合。
大局観（たいきょくかん）
部分的なことにこだわらず局面全体を見て行う形勢判断。
対局時計（たいきょくどけい）
持ち時間制の将棋に使用される、対局者双方の持ち時間を計ることができる時計。一方が考慮している際はその当事者の時計が進み、逆の手番になると指した方の時計が止まり、一方の手番者の時計が進むという仕組み。
対抗形（たいこうけい）
居飛車対振り飛車の対局を指す。
対抗形党（たいこうけいとう）
相手が居飛車を取ると先に明示した場合は自分は振り飛車にし、相手が振り飛車を取ると先に明示した場合は、自分は居飛車にするというスタイルの人。このスタイルの人はアマチュアに一定の割合で存在し、（プロの対局では用いないが）アマチュアどうしの会話では用いられる。居飛車党の中のマイナーなタイプの場合と、振り飛車党の中で相振り飛車をしたくないタイプの場合がある。
太閤将棋（たいこうしょうぎ）
上手が飛車先の歩を落として指す駒落ち戦。
泰将棋（たいしょうぎ）
古将棋の一つ。盤は25×25、駒は93種で敵味方合わせて354枚ある。自陣・敵陣の概念がなく、敵駒を取った時に強制的に成る。玉将はなく、代わりに自在天王という強力な駒が採用されている。この他特に強力な駒としては鉤行や摩𩹄（魚偏に曷）（まかつ）などが挙げられる。
大将棋（だいしょうぎ）
古将棋の一つ。盤は15×15、駒は29種で敵味方合わせて130枚ある。駒の種類は中将棋の21種類に比較的弱い8種類が加わったものである。
大々将棋（だいだいしょうぎ）
古将棋の一つ。盤は17×17、駒は64種で敵味方合わせて192枚ある。自陣・敵陣の概念がなく、敵駒を取った時に強制的に成る。左右非対称性が強く、成れない駒が多いのが特徴である。
タイトルとタイトル戦
将棋界における称号で、特定の棋戦では挑戦手合い形式で行われ、番手勝負に勝利するとその選手権者・タイトル保持者となることができる。プロ将棋では名人戦ほか、将棋のタイトル戦結果一覧や将棋の女流タイトル戦結果一覧などを参照。タイトルによってはその保持期間数により引退後名誉の肩書として称することができる。
大変、大変な将棋、まだまだ大変（たいへん）
1. すでに終盤戦ではあるが、どちらの勝ちになるかがはっきりするまでは、まだ相当の手数がかかる様子。
2. （中盤の局面の評価で）評価値では互角、ややよし、やや悪しであるが、読む量が多かったり陣形が不安定だったりして、対局者に負担が重く、そのせいで評価値よりも悪めに評価しないといけないさま。<例>「この定跡は後手させるとされているが、このあと大変になるので別のルートに入る人が多い」

逮捕（たいほ）
大駒が小駒に囲まれて、直接取りにはなっていないが動けば取られてしまう状態。かけた側はいつでも取りをかけることができる。
退路封鎖（たいろふうさ）
玉の逃げ道に駒をただ捨てし、ほかの駒に取らせることによって玉の逃げ道を無くす手筋。
打開する（だかい）
千日手になりうるような状況で、千日手を選ばずに別の手順をとること。
高い駒（たかいこま）／安い駒（やすいこま）
価値が高いとされる飛車角金銀を高い駒、価値が低いとされる桂香歩を安い駒と呼ぶことがある。王手に対して合駒をしたあとその合駒を取られる手順になるときに「この場合は高い駒で合駒をすると危ない」、相手の囲いに自分の駒が向かっていくときに「安い駒で金銀を取りにいく」のように用いる。
高飛車（たかびしゃ）
飛車が自陣から見て三段目を超えて進出し、攻撃の構えをとる様。おもに五段目に位置する飛車を表し、四段目に定置する飛車は浮き飛車という。一般用語・慣用句の「高飛車な物言い」「タカビー」などはこの高飛車からきている。
高美濃（たかみの）
美濃囲いの発展形で、通常の美濃囲いよりも高く盛り上がっている陣形囲いなのでこう呼ばれる。
ダイヤモンド美濃
金銀4枚で斜めにダイヤ型に連携して形成した美濃囲い。
凧金（たこきん）
角の利きを利用して金が盤の中に繰り出していく戦術。対ひねり飛車戦で使用される。
足し算、足し算の攻め
1つのマスに、対局者甲の駒がa枚、乙の駒がb枚利いているとき、甲の1つの駒がそのマスに動くと、乙の1つの駒がその駒を取り、その取った駒をまた甲の駒がとるという、取る→取られる→取る→取られる、のくりかえしが起きる。このとき駒の枚数がa=bのときは最終的に乙の駒1枚が残り、a＞bであれば、甲の駒が残る。そこで、ある一マスに自分の駒の利きを相手の駒の利きより多く集めれば、そこを突破することができる。このことを「足し算」といい、このことを利用してあるマスに対する駒の利きを単純に増やして突破を図ることを「足し算の攻め」という。数の攻め。
打診する（だしん-）
序盤の駒組みの中で、相手がどのような陣形を取るつもりなのかを、その局面で明示させるような手を指す。「端を打診する」「歩突きで銀の引き場を打診する」
叩く、叩きの歩
歩を相手の駒の前に打つこと。「叩きを入れる」とも。ただし相手の歩の前に打った場合は「合わせ」である。取ると陣形が乱れる、次に取りになる手が受からない、飛車の横利きが消えるなどの狙いがあり、取らずに逃げると拠点が残ることになる。
ただ、ただ取り
ある駒を取るときに別の駒が相手に渡らないこと。逆に、ある駒を取らせるときに別の駒が得られないことを「ただ捨て」と言う。
立会人（たちあいにん）
将棋のタイトル戦において付く対局責任者。タイトル戦の証人として立ち会う。対局の開始宣言や責任審判的な役割を担う。
太刀盛り（たちもり）
将棋盤の目盛り付け作業のこと。刃をつぶした日本刀で行うことから。真っ直ぐで適度な反りがあることから日本刀が適しているとされる。
（玉を）立つ
1. 居玉を続けた後に、玉を前進させること。
2. 囲いの中での玉を直に一歩進めること。

縦歩取り
相掛かりにおいて、先手の場合▲2四歩から歩合わせで△3四の歩を取りに行くのは横歩取りというが、角道を開けた△3四の歩を、先手の場合▲2六にいる浮き飛車を▲3六に寄って取りに行くこと。
楽しみ
将棋では一局の将棋で今すぐどうなるということではなくて、今後の展開によっては形勢が良くなるであろうと思われる状況。あるいは形勢が良くなると思われる手。〈例〉「とりあえずこう指しておいて、楽しみを残す含み」「後手のほうが楽しみが多い」
多面指し（ためんざし）
一度に複数人を相手に指すこと。指導対局などで行われる。人数によって「二面指し」「三面指し」などのように使うこともある。
垂らす、垂らし
主として歩を敵陣の2～4段目のいずれか（次にと金に成ることが可能な位置）に打つことで、相手にプレッシャーなどを与える手段の一つとして用いられる。その歩のことは「垂れ歩」と呼ぶ。
足りない、足りる
「足りない」は（終盤戦において）攻めがあと一歩届かず、負けになりそうな状態を指す。その逆が「足りる」「足りている」
段（目）
将棋盤における縦軸の列番号。棋譜では漢数字で表記する。1から3段目が後手の陣地、7から9段目が先手の陣地として解説される。
段級位制
将棋などで棋士、将棋指しのランク実力を表す指標。
単騎の銀（たんきのぎん）
玉頭銀など、角などの利きを利用して前に進出させる銀の動き。棒銀のような真っすぐの進出方法よりも銀一枚が斜めに動く様を表す。
ダンスの歩
歩によって相手の守りの金を誘い出した後にさらに歩を打ち、最終的に捕獲したり守備駒としての利きを弱めることができるようになる手筋。
単打の歩（たんだのふ）
持ち駒の歩を単に犠牲になるように打つことで、相手に歩をとらせて陣形を乱したり、対処しなければ駒得を図ることができるといった、歩を使った手筋。
単に
副詞。「単に～する」で、候補となる手順のうち、単純なものを選ぶことをいう。〈例〉「ここで歩の叩きを入れずに単に取る」

## ち
チェスクロック方式
考慮中に実際に使っただけお互いの持ち時間から差し引いていく対局方式。
地下鉄飛車（ちかてつびしゃ）
自陣一段目に配置し、攻撃する飛車を表したもので、通常は一段目に他の駒を配備せずに飛車が自由に自陣を行き来できるようにしている状態。玉頭攻めや端攻めに活用される。
力を溜める
すぐに攻めずに相手の駒を取って持ち駒を増やしたり駒を成るなどして、より強力な攻めを狙うこと。
力将棋（ちからしょうぎ）
力戦と同義。
力強い（ちからづよい）
1. 駒をぶつけたり前に出したりする必要の無いような場面で、あえて駒をぶつけたり前に出したりして、そこでの折衝で優位に立とうとする様子。特に金銀玉を動かす手でよく用いる。
2. 局面の展開の中で、片方ではこちらが得をしているが一部では相手に得となるような、さしひきで自分の側に有利な手順があってもそれを選択せず、より複雑だがより得のできる可能性のある、駒の強くぶつかりあう手順で受けようとするさま。またはそのような棋風を形容していう語。

中堅（ちゅうけん）
三分法による棋士の世代区分の語。下限はプロになってから7年～10年以上たっているか、または35歳以上、上限は45歳あたりの棋士をあいまいに広くさす。プロ棋士としてかなり経歴が長くなっていて、かつ加齢による棋力の低下がないか、それほどは表面化していないという点で、若手、ベテランと区別される。
中段玉（ちゅうだんぎょく）
玉が自陣から見て三段目以上に位置する状態。玉がこの位置になると相手側からみて寄せにくいとされる。
中合い（ちゅうあい）
飛車や角、香など遠距離に利く駒での王手に対して、玉との中間に味方の連携の無い駒を持ち駒から打つあるいは盤上の駒を配備して合い駒すること。
中座飛車（ちゅうざびしゃ）
高飛車の一種。敢えて5段目に飛車を位置させる戦術。中座真が指したのでこの名が付いた。
中将棋（ちゅうしょうぎ）
室町時代から江戸時代にかけて指された古将棋の一つ。現在でも指されている。盤は12×12、駒は21種で敵味方合わせて92枚ある。特に強力な駒としては獅子や奔王などが挙げられる。
中盤（ちゅうばん）
一局の将棋で序盤と終盤の間の局面。
窒息する（ちっそくする）
飛車と角が（自分の駒に利きをさまたげられて）広い利きをを持つという特性をまったく発揮できないこと〈例〉「この手を受けるには、紐をつけるだけの窒息した角しかない」
千鳥銀（ちどりぎん）
相掛かりなどで銀がジグザグに進めていく様。千鳥足から連想して命名されている。銀は斜めに後退ができるので、千鳥足に使え、という格言があるほどである。
チャイルドブランド
非常に若くしてデビューし快進撃を続けた羽生世代を田中寅彦などの先輩棋士がこのように名付けた。
長考
指し手に時間をかけること。対義語は「早指し」
直射（ちょくしゃ）
飛車（竜）・角（馬）・香車の利きに相手の駒が直接当たっていること。
直線（ちょくせん）
1. 対局においては、王手とそれを受ける手、駒取りになる手とそれをかわす手、次に成駒ができる手とその対処の手、（囲いがたがいに固いために）とりあえず相手の駒を取って補給したり飛車角を打って囲いに狙いをつけたりする手、などがくりかえされ、先手後手ともに妥当な指し手が一つしかない状況が続くことがある。一局全体から見てそのような部分を直線という。この意味のときは「一本道」「一直線」と同義。<例>「ここからしばらく直線で、その後のこの図がどうか」
2. 今この一手によってその後の展開が大きく変わるような岐路となる局面において、（優劣は別として）形勢をはっきりさせるような攻めあいに持ちこむ選択肢と、そうでない選択肢（相手の攻めを未然に消しつづける、圧迫的な手で迷わせる、玉形を直すなど手待ちをする、など）がある場合に、前者を直線という。その攻めあいが急であるときは「一直線」ともいう。<例>「本譜には出なかった直線の筋をならべる」
3. さしあたって考えられる現局面以降の手順のうち、それを放置すると形勢の悪化するような直接的に対処の必要な手とそれに対応する一見普通の手のくりかえしからなる、明快な手のみから構成された手順。対局においては、対局者の棋風、相手のメインの読みを避けようという意図、気づきにくい隠れた妙手、時間の切迫による迷いなどの要素がありそれが手に影響してくるが、それらの要素を度外視した「単純に見るとこういう手がありそうだがこうやると、それでこう応じるとどうなるのか？」という手順が感想戦や大盤解説で言及されることがある。それを直線という。<例>「こうさす気だったけど、直線かな？（＝筋がいい手順だとは思うが、ややひねりがないかな？）どうするつもりだった？」「竜王は長考中ですのでまず直線から動かしてみますか。解説はいくらでも盤面をもどせますので、ダメならダメでいきます」
4. 終盤の読むべき内容のうち、ある手以降をすべて自分の感覚で安直に一つにきめうちしていった場合に生じる、一例としての手順 <例>「角打ちからの直線は読んでなかった」
5. 棋風について用いることもあり、その場合「直線的な」と同義。<例>「君は将棋が直線すぎるよ、相手を見ないタイプだ」

直線的な（ちょくせんてきな）
1. 指し手の選択肢がいくつかあるが、どれも同じような、雰囲気だけでいうと一通りの展開で進行するさま。<例>「相穴熊はさばきあうと直線的になる」
2. たがいに相手の攻めを軽くしか受けない攻めあい志向の展開になるさま。<例>「直線的に来られたほうが分からなかった」
3. 直感的にはそれなりによさそうな、明快な手だけで手順が構成されているさま <例>「早指しだと大体直線的な順になる人と積極的に読みを外してくる人に分かれる」
4. 自分のほうが（ギリギリではなく）それなりによさそうならあいまいな手、相手を惑わす手、受けつぶしを狙う手よりも攻めあいの手、明快な手を選ぶ棋風であること。良い意味でも悪い意味でも用いる。ギリギリの攻めあいの手を選ぶ棋風は「激しい」という。<例>「彼はかなり直線的な振り飛車党で、初見だとうっかり持っていかれる」

ちょんまげ美濃
陽動振り飛車で生じる美濃囲いで、玉頭にあたる歩が一つ突かれている状態。

## つ
ついたて将棋
将棋盤を二つ並べ、真ん中についたてを建ててお互い相手の駒が見えないようにし、自分の駒を進める将棋。
捕まらない
玉が正しく逃げれば詰まない状態。
突き越す（つきこす）
端歩で位を取ること。
突き違い（つきちがい）
相手が突いてきた歩を処理せず、こちらは別の筋の歩を突いて牽制する手段。
突き捨て（つきすて）
歩を前に進め、わざと相手に取らせること。
継ぎ盤（つぎばん）
1. タイトル戦や公式棋戦の重要対局において対局中の将棋を控室や別室で検討すること。
2. 二枚の板を継いで作成した将棋盤。

継ぎ歩
歩を突き捨てるか叩いた直後に、さらに叩きを入れること。
突く
（歩を）前進させること。
（～を）作る
「～」には成り駒の名称が入り、例えば角・歩を成ることを「馬を作る」「と金を作る」のように言う。ただし普通次の手ですぐに取られてしまう場合については言わない。
突き歩詰め（つきふづめ）
盤上にある歩を突いて相手玉を詰ますこと。反則ではない。
つっぱる
選択肢が多くどれを指しても互角以上の局面で、自分の駒を立て直すよりも相手陣のきわどい隙をつきにいく、歩のたたきなどに対して玉で取る、駒を逃げずに相手の駒に取りをかけかえすなど、（正否とは別として）危険志向の手を選ぶ。 〈例〉ここでつっぱりすぎて桂頭を攻めたので悪くしてしまった。
つなぎ桂
「継ぎ桂」とも。自分の桂馬の利きの場所へ打つ桂馬の手筋。特にタダで取らせて桂馬をはねる手筋のこと。
ツノ銀
銀が先手の場合▲6七と4七（後手なら△4三と6三）に配置した陣形。主に中飛車や雁木でこの陣形が生じることが多い。
潰れる
囲いが攻め破られること。
詰み
王手をかけられた状態で、王手をかけられた玉が退路を防がれて完全に逃れられない状態。将棋はこの状態になった時にゲーム終了となる。
詰むや詰まざるや
1. 江戸時代の詰将棋作品集「将棋無双」の別名。後に作品集「将棋図考」とともに詰将棋問題集として同タイトルで日本将棋連盟から発行された。
2. 1.から転じて、不詰の可能性もある詰将棋の問題。また、詰みの有無が判断しづらい局面のこと。

詰将棋
連続王手で詰ます将棋クイズ。詰ます方を攻め方、逃げる玉の方を玉方というが、玉方は盤上以外の駒全部を合駒として使用できる。
（端を）つめる
1筋、9筋の歩をどちらかが先に二つ進めて、1五または9五の地点を先手後手のどちらかが安定して占有することを「端を／1筋を／9筋をつめる」という。つめるのかわりに「取る」という人もいる。序盤で1筋と9筋の先手と後手の歩がどのような配置になっているかを「端の突きあい」という。端の突きあいは、(1)ほかの手が1手、2手遅れる、(2)端攻めが発生する、(3)玉側の端歩の場合に玉の脱出路が広くなる、(4)1五、9五の地点に角が移動したり角や桂馬を打たれたりする手がなくなる、端に桂馬がはねられる、香車が二つ上がる手（先手の1筋なら1七香）が生じるという4つの影響があり、それがのちに展開に影響してくるため、序盤で端の歩を突いた方が良いのか、いつ突くべきなのかは定跡の争点の一つになっている。端の突きあいは、個々の対局に出てきた細部の手順において結果的にはこちらのほうがよかったという優劣と、戦法ごとの一般論としてこちらの方がよい傾向があるという優劣はあるが、その中間のレベルではよくわかっていない。
詰めろ
王手や詰みではないが、受けの手を指さなければ相手の次の手から王手の連続で玉が詰む状態。「必至」の記事も参照。
詰めろ逃れの詰めろ
自玉の詰めろを消しつつ、相手玉に詰めろをかける手。
強く（つよく）
「同歩」「取る」「△4三金」「つっかける」など、相手の手に対する応手を表す語とともに用いる。
1. （中盤～終盤の浅い段階で）相手がある展開（特にそれ以降相手が攻めかかって自分がそれをうまくいなさねばならない展開）になることを想定してさしてきた手に対しそのままその展開に入るか、それともそれをよけるかという選択をする局面で、「その狙っている展開で結構、受けて立とう」という姿勢を見せるさま。<例>「後手も攻めあいたいんですが現状は先手の方が速いのでここは受けに回って強く戦うしかありません」
2. 先手と後手の複数の駒が近くにいて少し動くとあたりになる場合に、相手の駒に自分の駒をぶつける手をさして受ける手を選ぶさま。<例>「銀が引くか、強く銀出か、どちらもあるところですが、〇〇七段は受け将棋なので出ますね」
3. （序盤の終わりの段階で）局面的に先攻できる側が攻勢を開始するタイミングを（今か、一手あとか、二手あとか、三手あとか）選べる場合に、チャンスの雰囲気を感じ取って早く攻勢を開始するさま <例>「うーん、強くいってみますか」

つらい
「不利」「劣勢」とおおよそ同義の語。対局者の立場ではこの手順・局面は嫌だろうという主観的なニュアンスも持つ。
つり上げる
歩を叩くなどして、相手の駒を前へ誘導すること。「つり出す」とも言い、受け手側は「つり出される」と言う。
吊るし桂
1. 桂馬で詰ませること。
2. 相手玉側の香車を叩きの歩で吊り上げて、その香取りに打つ桂馬のこと。特に美濃囲いに有効とされる。

## て
手
盤上の駒を動かしたり持ち駒を打ったりすること。
手合い、手合割
手合いは将棋の対局・対戦カード。初めて指すことは初手合いという。手合い割は実力差がある対局でつける駒落ちハンデの規定。お互いの所有する段級の差を基準として決められることが多い。
手合い違い
将棋の実力差がありすぎる状態を指す言葉。
手厚い（てあつい）
厚みを重視する堅実な指し方、形。棋風を称する時にも用いられる。対義語は「軽い」。
手が伸びる
良い手が指せること。〈例〉「急所に手が伸びている」
敵陣（てきじん）
相手から見て三段目、こちらの駒が侵入すると成ることができるゾーンを指す。
手順（てじゅん）
1. 複数の手の連続したもの。例えば金を動かしてから銀、銀を動かしてから金など、結局同じ形になるように思えても、手順が違えば相手の応手が異なり、全く違う展開になることもある。
2. 手筋。〈例〉「ここからは手順の攻めが続く」

手順前後（てじゅんぜんご）
先に指すべき手と後に指すべき手の順序、「手順」を間違ってしまうこと。特に、それを相手に咎められて、不利になってしまったこと。
手将棋（てしょうぎ）
定跡形から著しく外れた将棋。力戦、力将棋とも。
手筋（てすじ）
パターン化された部分的な攻め・受けの手順。
手損（てぞん）
1手で駒を進められるところを2手かけてしまうなど、手数を余計にかけてしまうこと。特に序盤の角交換などは、相手の左銀を自動的に進めてこちらが手損をしまうことが多いが、敢えて手損をしてまで行う場合もある。
手得
どちらかが相手よりも多く指し手を進めていること。多く指されている状態を「手損」と言う。
手詰まり（てづまり）
ある局面で指すべき有効な指し手がない状態。
手なりで指す
すぐ分かるよさそうな手を連続して選んで局面を進めていくこと。「自然に指す」と同義のこともあるが、若干ニュアンスが異なる。
手になる
攻めが成立していること。〈例〉「これは端を絡めて行って、手になっていますね」
手抜き、手を抜く、手抜く
駒が取られる状態や攻め込まれている状態で放置して別の手を指すこと。
手番
1. 次に指す順番のこと。
2. 攻めの主導権を握っている局面。<例>「手番を握る」

手拍子
その後どうなるか考慮せずに、つい思いついた手を指すこと。
手待ち（てまち）
攻撃開始前などである程度駒組が進み態勢が整うが有効な指し手がない状態、自分から動くと不利になる際などに、陣形が乱れないよう、さしさわりの無い手を指して相手の応手を待つこと。
出る
駒が前に移動すること。
テレビ対局
テレビ局が主催する棋戦で、棋士は対局者が放送スタジオで映像撮影されている状態で指す。
手を戻す
攻めている状態から一転、受けや自陣の整備にまわること。
手を渡す
自分から動くと形勢を損ねると判断した時、大勢に影響の無い無難な手を指して、相手に手番を渡し、動きを見ること。「手待ち」とも。
田楽刺し（でんがくざし）
複数の駒（歩が立たない筋、または角行と他の駒のことが多い）がある筋に香車を打ち、価値の高い駒を取る手。
天空の城(てんくうのしろ)
将棋においては玉やその守備駒の配置を表す用語で通常は自陣、つまり一段目～三段目にある玉の周辺の守備駒いわゆる「囲い」は「城」に喩えることもあるが、そのはるか上空である四段目～六段目、つまり天空に存在することを表す。
天竺大将棋（てんじくだいしょうぎ）
古将棋の一つ。盤は16×16、駒は36種で敵味方合わせて156枚ある。火鬼や大将など非常に強力な駒が多いのが特徴。
天使の跳躍（てんしのちょうやく）
桂馬が中央に進出する様を指す言葉。
天守閣美濃（てんしゅかくみの）
左美濃囲いのうち、角の頭へ三段玉に構える美濃囲い。
点数制（てんすうせい）
持将棋での勝敗の決め方。
天王山（てんのうざん）
本将棋において5五の位置にあたる。特に角行や竜馬は効きが良くなることからここを指すことがよくある。

## と
同（どう、おなじく）
同じ場所で駒を取ることを表す言葉で、「同歩」など、棋譜に駒を取ったことを表記する際に使用される。対局解説などでは「どう」と発音されるが、棋譜読み上げは「おなじく」が使用される。
投資する（とうし-）
（駒を）「使う」と同義の語。飛車角を自陣に打って受けに使ったり、金銀を打って囲いを補強したりする時によく用いる。
どうぶつしょうぎ
四種類の動物の名を付けた駒と簡略化された将棋ルールで対戦する将棋。将棋の普及を目的として開発された。
投了（とうりょう）
敗勢者が相手に負けを宣言すること。これによって対局が終了する。プロの棋戦では一般的に最後詰まされるまでは指さず、こうしたギブアップで勝負が付く。
投了の宣言が有効となる条件はルール上は明文化されていないが、コンピューター上ではないアナログの対局の場合、1「投了を意味する言葉を、相手に十分聞こえるがうるさくない範囲の大きさで明瞭に発すること」と、2「頭を短時間下げる動作、あるいは自分の駒台か盤の自陣に対して上から利き手で覆うようにして若干つかもうとする動作をすること」と3「投了の言葉を発する前か後に、軽く相手の方の見て相手の様子を視認すること」の3つが不文律として必要とされている。投了を意味する言葉は「負けました」または「参りました」が標準的である。それ以外の言葉もある程度許容されており、「ありません」「投了です」「これはいかんな」「降参」なども有効であり、その範囲は定まっていない。ただし、より公式的な大会では、「負けました」「参りました」以外だと相手に違和感を持たれる可能性がある。コンピューター上の対局では投了のボタンが用意されており、それを押すことで投了となる。頭を下げる動作をする場合、投了を聞いた相手が自分を見たときに頭が下がっている状態を確認できる程度の長さであればよく、頭を下げる角度も挨拶の会釈と同じか会釈より何となく強い／弱い程度でよい。ただし時間を長めにする人や角度をかなりつける人もおり、下限はあるが上限はあいまいである。投了した側が頭を下げているのを確認したら、その時点で相手も頭を下げる。あとから頭を下げる側の長さ、角度は投了する場合のそれと同じでよい。自分より一世代二世代下の子ども（15歳程度まで）に頭を下げられた場合は、こちらは頭を下げる時間を長めにとるのが不文律である。6歳～10歳程度の子どもの中には、大人に対局で負けたときに、半分はボーっとし半分は考えこんだ状態になったり、対局に対する意識がそれなりはあるが悔しがる方が先に来たり、叫ぶほどではないものの泣きだしたりする子どもが一定数いる。子どもがそのような状態になった場合の不文律も慣習的に用意されている。このような場合、そのまま対局を切り上げて（子どもの負けということにして）終わりにせずしばらくは待ち、そのあと、威圧的にならず冷淡でもなく冗談めかしたりでもない、「他に指す手がないんだろう、なら投了だ」「こういうふうになったらゲームのルール的にそうやるんだ」「対局の最後はどうするか分かってるな？最後の決定までやれ」というニュアンスの、若干誘導が含まれているがあくまで若干のレベルに抑えた説明を、対局者以外の別の大人がして介入する。ただしその場に対局者と子どもしかいない場合は対局者が介入する。対局者とは別に親がその場で見ているときは、親は基本的に子どもの味方の側であって中立ではないので、よほどの場合を除いて別の大人に任せるようにする。そして子どもが最低限の妥当な投了の所作をした場合には、対局者の大人は相手の子どもによる対局の遅滞を問題にせず、通常よりも長く角度はやや強めに頭を下げて「ガキがガキなりに見せた勇気の分は敬意を表してやろう」という態度を（子どもは気にしていないであろうが）見せる。しかしそれを口に出して褒めはせず通常の対局と同じように自然に閉局せねばならない。
遠い（とおい）
玉と攻め駒の距離が離れていること。
トーチカ
ミレニアム囲いの別名のひとつ。
遠見の角（とおみのかく）
相手の陣地から離れた場所へ打ち込むが、自陣の守りよりも攻撃を主眼として睨みを利かせる角のこと。
通る（とおる）
1. 自分の飛角香の利きにいる自分の駒が動くことで飛角香の利くマスが増える、相手の駒に利きが当たるようになる<例>「歩がのびて香車が通る1四歩はいつかはさしたい手です」
2. 相手が対処するか対処しないかどちらでもよさそうな手（玉の方面から離れている駒に駒取りになる手、歩どうしがぶつかる手、今すぐ駒がぶつからないが圧迫してくる手）を自分が指し、相手がその手に対処せず手抜きで別の手を指して形勢が相手有利に傾くとき、その相手の手の前の自分の手を「通らない」という。逆に自分の手に相手が対処する方を選択した場合か、自分の手に相手が対処せず何かをさして形勢が今よりも悪くならない、あるいは自分に有利になる場合を、自分の手が「通る」という。<例>「相居飛車の常套手段である8八歩の手裏剣ですね。今なら一目は通りそうですが、あ、先手取りました。早指しですからそれは通らないと主張するのはリスキーでしたかね」
3. （中盤の途中から終盤の最初のほうの段階で、「攻めが通る」で用いて）その攻めの手順を継続しても互角以上の局面が維持されることをいう。<例>「うーん、乱暴そうに見えましたが角切りから攻めが通っているように見えますね。棋聖のほうは見切りをつけて攻めあう順をメインに長考なさっているのでしょうか」

咎める（とがめる）
相手の緩手、疑問手などを見逃さず、それをきっかけとして動くこと。〈例〉「伸びすぎた歩を咎める」
と金攻め（ときんぜめ）
敵陣にと金を作り、そのと金を動かして相手の囲いを形成している金・銀などを取りにいくこと。相手にとっては犠牲を払ってと金を盤上から消しても、自分が打つ時には歩としてしか使えないため、非常に強力である。
～得（どく）
【接尾語】自分の駒の数が、相手より単純に多い状態になっていること。「銀得」（ぎんどく）、「桂香得」（けいきょうどく）のように言う。歩以外の駒に損得がない場合は、歩の数について「一歩得」（いっぷどく）、三歩得（さんぷどく）のように言い、あるいは枚数を表さずに単に「歩得」（ふどく）とも言う。反対語は「～損」（ぞん）。
特別将棋栄誉賞（とくべつしょうぎえいよしょう）
将棋界で1000勝を達成すると贈られる賞。
独走銀（どくそうぎん）
→玉頭銀
毒まんじゅう（どく-）
駒が取れて有利に働くように思えるが、少し考えてみるとその手順で形勢が大きく悪くなってしまうことがわかる場合に、その取れそうな駒を毒まんじゅうという。〈例〉「ここで桂馬を飛車で取ると毒まんじゅうにかかるんですね」
土下座の歩（どげざのふ）
相手の位勝ちなどの緩和を狙い、持ち駒の歩を自陣二段目に控えて打って局面を収めること。
トップ棋士（-きし）
プロ棋士の中の少数の棋士を漠然とさす語。決まった定義はないが、公式タイトルを数個獲得、ここ数年～10年近く順位戦A級かB級1組中位か上位、竜王戦の決勝トーナメントに進出しある程度上位で終わることが頻繁にある、タイトル戦挑戦が頻繁にある、からおおよそこのあたりとイメージされる人をさす。その時点での純粋な棋力がランク化できたとした場合のそのランクのトップ層をさすわけではなく、名誉称号の面と棋力の面を併せ持つ語である。タイトルにはまだ縁がないが勝ちまくる、実際には強い若手棋士は含まない。具体的には、2024年6月の時点では、藤井聡太、豊島将之、永瀬拓矢、渡辺明、広瀬章人、佐藤天彦、稲葉陽、糸谷哲郎、菅井竜也、斎藤慎太郎、山崎隆之、佐々木勇気、中村太地、羽生善治、佐藤康光、もう少し大きめにとると前記に加えて、久保利明、千田翔太、近藤誠也をおおよそさす。
女流棋士については、2024年の時点では福間香奈と西山朋佳の二強状態が長らく続いているため、トップ棋士という語を使うことはほぼない。
飛び駒、飛び道具（とびどうぐ）
飛車や角、香車など遠くまで利きが利く駒と、駒を飛んで利きが利く桂馬の俗称。
取り込む
相手の囲いの中に自分の駒を前進させて崩すこと。
鳥将棋、禽将棋（とりしょうぎ）
江戸時代に指されていたとされる変則将棋の一つ。
取る
自身の手番の際、盤上の相手の駒の位置に自分の駒を進出すると、相手の駒を自身の持ち駒にすることができる。将棋ではこの行為を「取る」という。
撮る将
将棋イベントなどでプロ棋士の写真を撮るのを専門とする将棋愛好家。
頓死
最善手で対応していれば詰まなかった王手に対し、応手を間違えて詰まされてしまうこと。または詰めろをうっかり見落としたために詰まされること。「トン死」と表記されることが多い。

## な
泣いている
自軍の駒が相手に対処されてうまく活用できず、形勢に大きく響いている状態。〈例〉「う〜ん、やっぱり8四の飛車が泣いてますね。どうにかして飛車を使うべきでしたか」
長い将棋
終局まで手数がかかること。
中住まい、中住居（なかずまい）
囲いのひとつ。自陣の真ん中に玉が位置するためこの名称がある。
流れ（ながれ）
対局者の手の選択の相互作用によって生じる、対局の展開の傾向。<例>「この手で流れが変わる」「先手が受け切る流れになった」「先手は金銀が分裂しているので後手は流れを急にして金銀を遊ばせるのがよい」
投げ場（なげば）
投了するタイミング。「投げ場を求める」などのように使う。
投げる
投了と同義。語源は駒台がなかった時代に、負けを認めた側が手持ちの駒を盤上に投げて降参していたことによる。現在は駒台の上に手を乗せる仕草にそのなごりが残っている。
生角（なまかく）
盤上の成っていない角の意味。持ち駒状態の角(持ち角)や馬に対していう。
斜め駒
斜め後ろに引ける銀や角のこと。「斜め駒が(手持ち駒の中に)ないので詰まない」（斜め駒Z）などと言う。
何をやっているのかわからない
何手も手を進めたのに、結果として指した手順が無意味であること。
並（なみ）、並の手（なみのて）
おおかたの人が選択の候補にするような、意外性は無いが有望かつ着実な手。一見してよさそうな手を深く吟味せず安直に選ぶならこれという手。俗手、凡手、平凡な手、わかりやすい手、普通の手、素直な手、自然な手などと類義語の関係にあるが、それらに比べて「それなりには妥当だろう」という手の良否の評価のニュアンスがともなう。局面によって並の手が最善手と一致することもあればわずかに形勢を悪くする手のこともある。
倣（なら）いある手／筋
似たパターンの局面で頻繁に出てくる知っておくべき好手順。
並べ詰み
持ち駒を連続して打てば容易に詰む状態。「並べていけば詰む」とも言う。
不成、成らず（ならず）
成ることができる駒が、成ることができる場所（敵陣）まで進出しても、行きどころのない駒でなければ、成らなくてもよい。そうして成らないことを選択する行為を不成と表現している。
成り
相手の陣地（敵陣）、相手から見て三段目に駒を進めると、裏返して本来の駒よりも性能の良い駒になることができる。これを駒が「成る」と呼び、この成るという状態を成りと呼んでいる。また敵陣に打った時点では成れないが、敵陣に打った駒や不成で敵陣に入った駒は、どこに動いても（敵陣内での移動・敵陣から出た場合ともに）成ることができる。成り上がりなどの言葉の語源。駒のうち、王と金は成ることができない。
成駒、成金
成った状態の駒。駒のうちで銀、桂、香、歩は成ると金と同じ性能になるので、特にこれらの成駒を「成金」というが、ここから一般用語・慣用句でつかわれる成り金の語源となる。
成り駒の呼称
ある駒が成ったあとは、その成った状態の名前（ときん／なりふ、なりきょう、なりけい、なりぎん、りゅう、うま）でその駒を呼ぶのが公式的であるが、口頭の会話では、成り駒でも成る前の状態の名前（ふ、きょう（しゃ）、けい（ま）、ぎん、ひしゃ、かく）で呼ぶこともあり、統一されていない。そのため「香車が横に寄ってこられると嫌ですねえ」「角はどこによけるか、一個下かな」のような文も成立する。
成り捨て
相手の駒を取らずに成り、相手にその駒を取らせること。自分の邪魔駒を消したり、相手の守備駒の移動を強いたりする効果がある。
成り捨ての歩（なりすてのふ）
歩で行う成り捨てのことで、相手陣形乱しのや、同筋に持ち駒の歩を打ちたいときに成り捨てることで二歩を防ぐなどの狙いがある。
成り込み
飛車・角を相手の陣地へと数マス移動させて成ること。
難解
局面が入り組んでいて、形勢の優劣の判断が難しい状態を指す。
難局（なんきょく）
相手に攻められて困難な状況の局面。難局を乗り切るなどと表現される。この他、検討してみると難しい将棋になる局面。
何でもない
詰めろなどの危険な状況にならせていないこと、なっていないこと。〈例〉「この瞬間が何でもないので、相手玉に必至をかければ勝ちだ」

## に
逃げる
駒を取られない位置に動かすこと。助詞の「を」を用いて「飛車を逃げる」のように言うことが多い（能格動詞参照）。
27点法、24点法
入玉宣言法において、宣言者の持ち駒と敵陣3段目内の駒を大駒5点、小駒1点と点数をつけて、その点数で勝敗を決めるやり方。27点法はどちらかが駒の点数が27点（つまり過半数）に達している方を勝ちとする方法で、主にアマチュアのトーナメントで採用されている。24点法は31点に達している方を勝利とし、24点以上30点未満の場合は合意なく持将棋となる。持将棋自体のルールとは異なる。プロの棋戦で採用されている。
二段桂（にだんけい）
→つなぎ桂
二丁飛車（にちょうびしゃ）・二枚飛車（にまいびしゃ）
所有している二枚の飛車を敵陣に配備し、攻撃すること。
二手すき（にてすき）
相手に詰めろをかけるまでに二手かかること。
二歩（にふ）
反則の一つであり、自分の歩がある筋には持ち駒の歩を打つことができない。
二歩突き切り（にふつききり）
主に二枚落ちの駒落ち戦で下手がつかう戦術で、3筋と4筋という二つの歩の位を取って指す定跡。相手に角がないので位が取り易い面がある。
二枚替え（にまいがえ）
自分の駒1枚と、それとは種類が異なる相手の駒2枚を交換し、対局者それぞれの持ち駒になること。例えば自分の角1枚と相手の金駒2枚、自分の飛車1枚と相手の金2枚（または角・金駒1枚ずつ）を交換することは駒得とされる。
二枚落ち（にまいおち）
上手が自分の飛車と角を落として戦う駒落ち戦。
二枚○-（にまい-）
歩と玉以外の同種の駒二つ（香、桂、銀、金、飛車、角）を連動させてうまくはたらかせている様子を「二枚○」（○のところに駒の名前が入る）という。ただし「二枚銀」は銀二つが縦または横に隣接してたがいの利きをカバーしている配置を言う場合と、銀二枚ともを（たがいに近い範囲の）前方にくりだす戦法をいう場合とがある。<例>「将来の二枚桂のプレッシャーが強いので一手玉が逃げておく」
日本アマチュア将棋連盟
アマチュア将棋界の将棋団体。
日本将棋連盟 （にほんしょうぎれんめい）
四段以上の専門棋士によって組織運営されている連盟・公益社団法人。
日本女子プロ将棋協会
日本将棋連盟に所属する女流棋士の中から17人の女流棋士が独立して起こされた団体。略称はLPSA。
入城（にゅうじょう）
玉が城に入ることを表現したもので、矢倉囲いの場合は、まず金銀など守備駒を先に配置し城を完成させ、そこに玉が入っていく場合が多い。
入玉（にゅうぎょく）
相手陣、相手から見て三段目に自分の玉が入ること。お互いの玉が相手陣に入った場合、双方詰む状態にならないため、点数規定を設けて勝敗が決められている。
入玉宣言法（にゅうりょくせんげんほう）
「宣言者の玉が敵陣3段目内にある」、「宣言者の玉以外の駒が敵陣3段目内に10枚以上ある」、「宣言者の玉に王手がかかっていない」、「宣言者の持ち駒と敵陣3段目内の駒の点数が規定に達している」、これら全てを満たした場合、勝ちとなるルール（27点法、24点法も参照）。2013年からプロの公式棋戦で採用されて以降、アマチュア大会においても採用されている。それまではお互いで持将棋の同意が必要であった。
入玉模様（にゅうぎょくもよう）
まだ入玉はしていないが、上部に逃げて将来的に入玉になりそうな様子の事。
入品（にゅうほん）
将棋界では奨励会で初段に昇段すること。
にらむ、にらみを利かせる
自分の角などを利きライン上に相手の駒がいること。別の駒がいる状態で効いている場合は間接的ににらんでいるという。〈例〉「角が相手を睨んでいる」
人間将棋（にんげんしょうぎ）
人間を将棋の駒に見立てて行われるアトラクション。
人間には指せない手
コンピューターの挙げる候補手が、（正否は別として）人間が心理的に選びにくいものであること。解説でよく用いられる。〈例〉ここで4四銀？ なるほど、しかし怖すぎて人間にはさせない手ですねこれは。

## ぬ
抜く
1. 飛車・角・香車の利きを止めていた駒が動いたことで（飛車・角・香車で）ある駒が取れる状態になり、その駒をただで取ること。「素抜く」ともいう。
2. 対局者甲の王手が乙の玉と乙の重要な駒の両取りになって、（乙の玉を守る手の後で）甲が乙の重要な駒をただで取ること。

ぬるぬる
玉の逃げ道（特に上部への逃げ道）がきわどく通っていて、（ウナギのように）なかなか捕まらない様子。

## ね
捻り合い（ねじりあい）
中盤から終盤において、研究が進んでおらず優劣不明な、非常に難解で緊迫した局面。〈例〉「先手の構想はうまく行かなかったが、なんとか捻り合いに持ち込んだ」
根絶やし（ねだやし）
有利な局面で、次に相手になにも継続攻撃できないような受け。またそうした指し手およびそうした指し手順ばかりを指して相手になにもできないようにすること。類似語に「友達をなくす手」がある。
ネット将棋
パソコン・インターネット回線を通じて行われる対局。オンライン対局などとも。ネット将棋の対義語の、従来の盤をはさんで向かい合っての対局はリアル将棋と呼んで区分していることもある。
粘り強い（ねばりづよい）
自陣に駒を打ちこんだり、相手の攻め筋の途中で惑わせる歩のたらしをしたり、竜、馬の利きを守りに使ったり、相手が駒を打つスペースを手の流れの中でうまくふさいだり、よいタイミングで玉の早逃げをしたりするなど、さまざまな手を駆使し、自玉がつまされにくくなるように展開を持っていこうとするさま。またはそのような手を多用する棋風。棋風をさして用いる場合は受け将棋に含まれる。

## の
ノータイム
持ち時間を使うことなくすぐに指すこと。
ノーガード
主には飛車先を守らずに指す戦術。通常は飛車先交換に来た際の反撃を狙っている。
脳内盤（のうないばん）
将棋の一局で次の一手・最善手を読んでいる状態や、詰将棋の手順を考える際に使われる盤。脳内に盤があるかのように頭の中だけで将棋の駒を自由に動かすさまを指してこのようにいわれる。
逃れている
「うまく玉が逃げればつまない」を言い換えた語。詰みの可能性がある局面について用いる。〈例〉「この順は打歩詰めで逃れていますね」
残す
相手の攻めがぎりぎりで決定打に至らず、なんとか勝ちになること。「余す」とも。
残っている（のこっている）
1. 「直近ではほかの手の対応のために出てこないが、厄介な手をされる余地がある」ことを「○○が残っている」という。＜例＞「4四歩たたきから攻める筋が残っているので後手はどこで受けに回るかというところ」
2. 「残している」と同義。正しく逃げれば、かろうじて詰まないことを指す。

覗く（のぞく）
角を動かして他の筋に利かせること。
伸ばす
歩を前進させること。「突く」とは違い、駒組み段階でまだ他の歩などとぶつからない時に言う。「伸びすぎる」と言う場合は、伸ばした歩が取られてしまったりキズになっていることを指す。
（手が）伸びる
ある手を指したとき、その先に発展性が見込めること。

## は
VS（バーサス）
一対一で行う研究会。
敗勢
形勢が非常に不利な局面。
敗着
直接的に負ける原因となった悪手。ただし、明確な敗着が無く、いくつかの緩手や疑問手で決する局も多い。
はいよる
「すりよる」に同じ。
入る、入らない
1. 局面の展開の中で、ある手を指しうるタイミングが数パターンあるとき、その手がのちに有効にはたらくタイミングである、または相手がシンプルに応じざるを得ないタイミングであることを「入る」といい、手抜きされたり、うまい切り返しがあったりしてそれを指さないほうがよいタイミングであることを「入らない」という。〈例〉「1五歩が入らなくなることを懸念して早めに突き捨てたが、感想戦では相手はもっとあとでも取るとのことだった」
2. 中盤に入るまでの手順の中で、手数的にある手を指す手が間に合うことを「入る」、間に合わないことを「入らない」という。また序盤～中盤の途中で、展開に強く影響するような焦点となる手が指されている場合を「入っている」、指されていない場合を「入っていない」という。〈例〉「歩突きが入っているとしかけが成立する」

剥がす（はがす）
相手の囲いで要となる駒（特に金・銀）を盤上から無くすこと。
はさみ将棋
将棋ゲームのひとつで、歩兵の駒一種類を使って行われる将棋。相手の駒を自分の駒で挟んだら取ることができる。
端（はし）
1筋あるいは9筋のこと。「端攻め」と言えば、端の方から攻めること。
端角
角行を定位置から盤の端筋、先手なら8八から9七、後手なら2二から1三に移動させた角の姿。角をこうして活用する戦法を端角戦法という。
端玉（はしぎょく）
盤の端つまり1筋や9筋に位置するもしくは追われて端に詰められた玉形。ただし穴熊のような1一や9九の地点のものではなく、香車の上に位置するものをいう。
端歩（はしふ）
盤の端つまり1筋や9筋にある歩。
弾く（はじく）
玉に迫ってきた大駒に当てる形で指し、大駒は逃げるしか手のない状態のこと。特に囲いを補強する金や銀を打つこと。
走り駒
特定の方向に何マスでも動かせる（ただし飛び越えられない）駒のこと。具体的には、（本将棋では）香車、角（馬）、飛車（竜）が該当する。
走る
飛車（竜）あるいは香車が数段前進すること。
端を詰める（取る）
1筋または9筋について、対局者のどちらかの歩が、1五または9五を占め、位をとること。
パス
1. 指す意味が無く、無駄な手のこと。〈例〉「一手パスしたが、結局大差をつけて勝った」
2. 将棋には他のターン制のゲームで言う「一手休み」は無いが、「手を渡す」と同様の用法で使う。〈例〉「一手パスして様子を見る」

はずす
1. 玉に迫っている相手の駒を、手の流れの中でスムーズに除去すること。時に「抜く」と同義。〈例〉「5四銀から王手で金をはずせる順があるので後手よしだ」
2. 「研究／定跡／（戦法名） をはずす」で用いて、既存の想定された展開にならないように意図的に別の手をさすことをいう。〈例〉「お、三間飛車はずして矢倉ですか。」

裸玉（はだかぎょく）
1. 王の周りに駒がなく、無防備の状態。終盤戦で相手の攻めにより囲いを完全に破壊された場合などに起こる。
2. 駒落ちの極端な例で、上手が玉以外の全ての駒を落とすもの（19枚落ち）。

働き（はたらき）
盤上の駒の機能や作用、利き具合。
81Dojo（はちじゅういちどうじょう）
日本将棋連盟後援のオンライン対局サイト。
八枚落ち（はちまいおち）
上手が八枚落として行われる駒落ち戦で、上手は玉と金、歩のみ。
ハッチを閉める
玉を穴熊に囲うときに、玉の小鬢（コビン）を塞ぐこと。銀であることが圧倒的に多い。
初手合い（はつてあい）
公式戦において初めて対局する組み合わせ。
八方桂（はっぽうけい）
桂馬がチェスのナイトのように後ろや横など八方に利く特別ルールで行われる将棋。四枚落ちの際に上手がこれを採用して指すことがある。
離れ駒（はなれごま）
味方の駒との連携がなく、孤立している状態の駒。高美濃から銀冠に組み替える際に生じる離れ駒などが有名。
離れる
浮くと同義。駒の利きがなくなること。
跳ね違い
相手と自分の桂馬の利きが重なった時、相手の桂馬を取らない方へ自分の桂馬を動かすこと。
跳ねる
桂馬が動くこと。桂跳ねも参照。
羽生世代
羽生善治と同年代の棋士。この世代が棋界の歴代成績が特出している。
羽生マジック
羽生善治が指す、通常思い浮かばない妙手を表した言葉。
はまる
1. 相手が圧倒的に有利になるような（一見普通そうな）手順に入る危険な手を指してしまうこと。
2. 相手の研究の想定通りの手を指したことで、序盤から中盤はじめにかけて相手に圧倒的に優位な状態を築かれること。

はめる
研究通りの展開に持ちこんで知識量の差で大優勢を築くこと。アマチュアが口頭で用いる俗語的な用語。 〈例〉「ああ研究ではめられたー」「いや定跡ですよこれ」
嵌め手、ハメ手
「ひっかけ」の手。厳しい狙いがあるものの、それを看破されると容易に不利になる手。
速い
詰めろ、必至、王手などがかかるまでの手数が少ない様子。
バランスを取る
穴熊など戦法によっては玉の囲いとしては固いが陣形としてはバランスが良いわけではない。このため、陣形的に駒の配置バランスを重視した指し方をする将棋もある。またこの他に、局面に応じた攻めと受けを心がけることにも使用される。
早石田（はやいしだ）
開始早々いきなり決戦となる石田流。嵌め手や奇襲戦法によく分類がなされる。
早囲い（はやがこい）
玉の囲いが通常よりも早く完成することで、この名がある囲いには、壁囲いや矢倉早囲いなどが有名。
早繰り銀（はやくりぎん）
居飛車で右銀を千鳥銀の要領で早くに敵陣に繰り出す戦法。先手なら4筋→3筋→2筋、後手なら6筋→7筋→8筋と繰り出す。
早仕掛け（はやじかけ）
急戦・奇襲戦法などでの仕掛けを特に早仕掛と呼んでいるが、特に対振り飛車の舟囲い居飛車急戦での3五歩早仕掛けや4五歩早仕掛けなどが有名。
早見え（はやみえ）
指し手が早くかつ多く読めるというより、どう指すのがよいのか迷いやすい局面でも、早く指し手が決断できて着手できる場合にこう呼ばれる。
早指し（はやさし）
1．指し手が速いこと。指し手を決めるまでの時間が短いこと。対義語は「長考」。2．持ち時間の少ない将棋。秒読みでの将棋。
早逃げ（はやにげ）
王手をかけられる直前の段階で、玉を安全なマス目に移動させておくこと。これに関する格言としては「玉の早逃げ八手の得あり」がある。
早投げ（はやなげ）
少ない手数しか指していない状態で投了すること。少し形勢を損ねただけで投了すること。
腹（はら）
玉の真横のこと。玉頭と並ぶ急所であり、そこに打つ銀もしくは金を腹銀（はらぎん）、腹金（はらきん）と呼ぶ。銀は王手にはならないが、玉の逃げ道を縛る重要な一手となる。
払う
相手の邪魔な駒を取ること。放置しておくとやっかいな駒を除去したりすること。
バラす
相手の玉を囲っている駒と自分の攻め駒とを清算して、相手の玉を裸にすること。「清算する」と同義。その後に相手の玉を寄せるための準備である場合が多い。
張り付く
金・銀（成銀）・と金・成桂・成香を相手の囲いの駒に当てる。
盤覆い（ばんおおい）
5寸将棋盤をしまっておくときにかぶせておく覆い。
盤外戦術、盤外戦（ばんがいせん）
ある対局に際して、盤上攻防以外のことで相手の動揺を誘う心理作戦で優位に立とうとすること。
半香（はんきょう）
将棋の手合割の一つで、平手と香落ちの2番1組のこと。平香交じりともいう。主に昭和戦前まで平手と香落ちの中間の段位差に相当する物として行われていた。
盤上（ばんじょう）
将棋盤の盤面や対局中の状態。〈例〉「盤上この一手」「皆様本日も盤上の攻防をお楽しみください」
盤側（ばんそく）
タイトル戦などでの対局中に関わる周囲の人々を表す言葉。
番勝負（ばんしょうぶ）
将棋でもタイトル戦などや棋戦の決勝などで採用されている、数番指して先に何勝した方が勝ちという勝敗決定形式。
番太郎駒（ばんたろうこま）
草書体の駒で、山形県天童市で生産されている。
反省する（はんせいする）
ある手順を読んでそれを実行しようとしたが、相手の応手や表情からこちらが悪くなる手順に入ってしまうことに途中で気づいたため、形勢を多少悪くすることを覚悟して、さしあたり必要な手をさす〈例〉「ここで詰めろをかけようとしたが、角の王手で抜く筋があったので反省して玉をかわした」
パンツを脱ぐ
穴熊囲いを形成している桂馬が動くこと。例えば先手の居飛車穴熊なら▲8九が元の位置から▲9七や▲7七に跳ねて動くこと。穴熊囲いで、守備の桂馬を動かせる、またはその動かない桂馬を取って玉に迫ることを「パンツを脱がす」という。
反発（はんぱつ）
相手の攻めを受けた時に、守備一辺倒にならずに攻め返すこと。
半分返し（はんぶんかえし）
指し手を決める際の目安時間において、相手の長考で持ち時間をリードした際にその半分まで考えても有利として、相手の考慮時間の半分くらいの時間で着手を返すこと。

## ひ
B面攻撃
矢倉戦などで、相手の攻め駒（主に飛車、角）を逆に攻めること。
B級
順位戦のクラス。B級1組とB級2組がある。
B級戦法
控室（ひかえしつ）
将棋では現在とりおこなわれている対局を、ほかの棋士がリアルタイムに検討するために集まる部屋。
控える
攻め駒を直接相手陣に打つのではなく、後々の攻めのために後方へ打っておくこと。
控えの桂、控えの歩
持ち駒を直接相手の駒にあたるように打つのではなく、後方に控えて打ち、そして桂馬なら跳ね出しを狙う指し方を控えの桂、歩ならさがったところから打って次に厳しい手を狙うなどの手筋を控えの歩という。
悲観する、悲観的
対局中において実際の形勢よりも自分にとって不利であると(誤って)判断すること。〈例〉「この順は先手が手厚いので後手は悲観したのでしょうか」　対義語には「楽観する」。
引き角
角行を定位置から、先手なら8八から7九、後手なら2二から3一に移動して使用する姿。この状態で使用する戦法を引き角戦法と呼ぶ。
引き飛車
リンクを参照のこと。
引く
1．「後手を引く」など。2．後ろに動かせる駒をバックさせること。棋譜の表現方法では飛車や金将など真っすぐ引くことが可能な駒の場合で、自分の同じ駒が盤上の同じ筋にいる際に、前の駒を後進させることを飛車引、金引と表す。後ろの駒を前進させた場合は飛車は飛車行、金は金直と表す。
飛車落ち（ひしゃおち）
上手が飛車を落として指す駒落ち戦。
飛車先（ひしゃさき）
初期位置の飛車の前にある歩のこと。「飛車先を切る」といえば、これを相手に歩で取らせた後で飛車で歩を取り返すとともに飛車の利きをよくすることを指す。
飛車先交換
飛車の前方を飛車先といい、飛車の前方にある歩を切り、持ち駒にすること。前方にある歩は歩の突き捨てで、相手の歩と交換をしているのでこう呼ばれる。飛車先交換は色々得になるという格言もあるが、逆に交換されるのを利用して逆襲する手段や、ノーガード戦法のように相手の飛車先交換を逆利用する指し方もある。
飛車先不突き
飛車先不突矢倉など、居飛車戦法であっても飛車の前方の歩を序盤に突かずに駒組をすすめること。
必至、必死（ひっし）
「詰めろ」の内、かけられた側がどう受けても次に玉が詰む状態。
必勝（ひっしょう）
勝つことが確実な状況。対義語は必敗。
左馬（ひだりうま）
馬を鏡文字にしたもので逆馬とも呼ばれ、諸説あるが縁起がいいとされている。
左美濃
美濃囲いは振り飛車用の囲いで通常右に囲いができるが、対振り飛車の居飛車戦法で使用すると左にできるので、相手の振り飛車に対比してこう呼ばれる。近年では相居飛車、特に対矢倉の作戦としても使用される。
ビッグ4
金銀四枚で築く銀冠型の居飛車穴熊。史上最強の囲いとも呼ばれた。
ぴったり
歩以外の持ち駒を使い切った状態で詰ませること。変化によっては必要になる駒が余る場合も含める。〈例〉「最後は銀を打ってぴったり詰みですね」
ひどい
1. 勝敗の如何にかかわらず、内容が悪い将棋を指したこと。
2. あまりにも不利な局面になる様子。

ヒドショウ
ひどい将棋の略称。自分のひどかった出来の将棋を自嘲して呼ぶ。〈例〉「あの一局はヒドショウでしたからねえ」。
一組（ひとくみ）
例えば「三手一組」であれば、自分がある一手を指すと相手も特定の手を選ぶしかなく、さらにその手に対しての自分の手番での好手がある場合を指す。ただし詰みまでの手順には使われない。
一目（ひとめ）
第一感と同義。〈例〉「この王手は一目取っても詰みませんね」
一人終盤戦
自玉だけが攻められ、寄せられており、敵玉には攻めのとっかかりすらない状態。「一人だけが終盤戦になっている」の意味から。棋力に差があったりや一方的な将棋になってしまう場合に一人だけ終盤あいてはまだ中盤という意味の皮肉。
一人千日手
対局者一方だけが同じ手順を繰り返して相手の様子をうかがっているだけの状態。
ひねった
序盤、中盤において、手の候補が複数あるときに、悪手にならない範囲で特に相手が想定していなそうな、違和感のある手をあえて選ぶ様子を「ひねった○○」といい、名詞の前で修飾語として用いる。<例>「ひねった手順」「ひねった歩突き」
ひねる
アマチュアの口語でひねり飛車を使うことを略して「ひねる」という人もいる。<例>「えー三連続でひねってきたぞ」
響く
攻めが通用すること。逆に攻めが効果的でない場合は「響かない」という。
皮膚
（特に囲いの重要な位置にある）歩のこと。〈例〉「先に二筋の皮膚を剥がされたのが痛かった。」
ひも
もしも駒A（歩以外）を相手の駒Bで取られても、駒Bを自分の駒Cで取り返せるような状態にあるとき、駒Cのことを「ひも」と言う。「駒Aに（駒Cの）ひもがついている」という言い方もある。〈例〉「自分の飛車が相手の角の利きに入っているが、歩のひもがついているからただ捨てにはならない」
百番指し
棋戦において、ある二人の棋士同士の対局数が100局に達していること。お互いがタイトル戦などに頻繁に登場すると生じることが多い。
秒読み
持ち時間を使い切りあるいは使い切りそうな場合、1分以内で指すように秒単位で計測タイムを呼んでもらうこと及びその状況下。
秒に追われる
着手のタイムリミットを示す対局時計のビ―プ音のカウントにあせって、確信の持てない、または読みの裏付けのない非合理的な手を指してしまうこと。〈例〉「秒に追われた手が、詰めろでなかったので際どくなってしまった」
評価値（ひょうかち）
コンピュータソフトが駒の効きや配置、駒得の差などを基に形勢判断した結果を表した数値。得点表記であれば有利な方をプラス、不利な方をマイナスで合計が0に、パーセンテージ表記であれば50を起点に上回れば有利、下回れば不利となり合計が100になるように評価される。同じ局面でもソフトやバージョンごとに数値は違うが、人間の感覚としては得点ならおおむね±300点以内・パーセンテージなら±5%以内で互角、同じく500-800点・60-65%で有利に、1000-2000点・70-80%で優勢、2000点・90%以上で勝勢と見られることが多い。即詰みや必至などの理由で事実上勝敗が決している場合は、絶対値は「∞」か、表現できる最大値（例えば「9999」「99%」など）で表現されるほか、ソフトによっては「Mate:XX」（XXは完全に詰むまでの手数）という形式で表される。
人間同士が指す対局で用いられることもあるが、残りの持ち時間や局面により指しやすい（分かりやすい）かそうでないかの違いなどがあるため、一概に評価値が高い方が有利とも言えない。また、あくまでコンピュータが最善手を指し続けたと仮定しての数値であるため、一手で激変することも珍しくない。
評価値ディストピア
将棋ソフトが示す“最善手”がある一方で、人間の観点でいかに将棋を研究していくのかの葛藤。佐藤天彦九段がこう表現したことで、将棋ファンの中で話題になった。
平手（ひらて）
お互いが駒をおとすハンデを付けずに指す将棋。
平箱（ひらばこ）
高級駒を並べてしまうことができる箱。
広い
動ける（逃げられる）範囲が多い。玉が広い、囲いが広いのようにいう。
拾う
攻め駒を補充するために駒（特に、盤面の隅にある桂、香）を取ること。

## ふ
封じ手
2日制タイトル戦などで、1日目の終わりに手番側が明日指す指し手を用紙に記載し、封筒に封じて保管するもの。
封じる
攻めを受け切ることや、攻めてくる前に対処しておいて相手に有効な攻撃が出来ないようにすること。
歩頭の桂（ふがしらのけい）
相手の歩の頭に桂馬を打ち、同歩の一手で囲いを崩壊させる手筋のこと。「矢倉崩しの歩頭の桂」という言葉もある。
歩切れ（ふぎれ）
持ち駒に歩がないこと。
含み（ふくみ）
いろいろな可能性を残した指し方。
歩内銀（ふうちぎん）
ツノ銀など、銀を自陣の歩の下に配した陣形。
歩越銀（ふごしぎん）
歩内銀とは逆に、銀を自陣の歩の上に配した陣形。早繰り銀などで生じるが、銀を5筋の歩の上に配した陣形の場合は特に腰掛け銀と呼んでいる。
符号（ふごう）
将棋の符号はある地点に盤上の駒を動かすときに表される表し方として示されている。
歩三兵（ふさんびょう）歩三歩（ふさんふ）
駒落ち将棋で、上手が王と歩3つの持ち駒で戦うもの。余興将棋で、特別ルールとして上手側は二歩がゆるされる場合もある。
藤井曲線（ふじいきょくせん）
藤井聡太の対局でのコンピューターの評価値をグラフにした場合に、いったん藤井聡太に有利になってからは相手側に傾くか互角になるかすることがなく、かつ途中で評価値が上昇していき最終的に藤井聡太の勝利になっているものをさす語。一部の観る将がネット上で使い始めた語と見られ、将棋用語ではないがネット上ではときおり見かける。
蓋歩（ふたふ）
走ってきた飛車や打ちこまれた飛車の後ろに歩を打つ手筋のこと。「蓋をする」とも言う。特に飛車先の歩を交換した後の8五歩を指す。ひもが付いていて取れない、もしくは取れば厳しい手がある状態。
不戦勝、不戦敗（ふせんぱい）
プロ棋戦では休場や棄権、大幅な遅刻など規定により失格になる場合もある。遅刻については遅刻した時間の3倍の時間が持ち時間から引かれるため、持ち時間の3分の1の時間遅刻するとアウト。
負担になる（ふたんになる）
有効だと思ってせっかく打ったり前に進めたりした駒が、かえって相手からの攻撃の目標になってしまうこと。特に攻めの手や攻めの拠点を作る手について言う。
ぶつかる、ぶつける
1. 駒組みを終えて、戦端を開くこと。
2. 相手の駒の利きに自分の駒を指すか打って、交換を強要すること。

船囲い急戦
対振り飛車側が舟囲いで指す急戦。対振り飛車用の急戦の指し方は左美濃や簡易の居飛車穴熊に囲ってもできることから、舟囲いでの場合は特に早仕掛けとなる。
不満がない（ふまん-）
有利か、あるいは少なくとも五分五分の局面・展開になること。
フリークラス
プロの将棋界では順位戦のクラスに属さない棋士の制度を設けており、これをフリークラスと呼んでいる。
振り駒（ふりごま）
手番を決める際の方法のひとつ。上位者の駒を奇数とり、振り落として表裏の出た数によって決定される。
振り歩先（ふりふせん）
振りごまで歩の面が多く出る方の対局者。基本的には上位者。
振り飛車党
振り飛車を対局に多く用いる人。振り飛車を得意にする人。
震える
優勢であるのにそれを意識しすぎ、指し手が萎縮してしまうこと。もちろん震えてしまい指すべき手を指せねば形勢の差は縮まってしまい、逆転に至ることもある。
ブレイク
主にタイトル戦番勝負において、後手番で勝つこと。テニス用語由来。
文化芸術基本法（旧・文化芸術振興基本法）
将棋もこの法律の対象となっているため、国から振興に関する国庫補助（助成金）国家予算が日本将棋連盟に支給されている。
ふんどしの桂
桂馬で両取りをかけること。桂馬のふんどしとも。その形が褌に似ていることから。

## へ
平安将棋（へいあんしょうぎ）
鎌倉時代初期に編纂されたとされる習俗事典『二中歴』に掲載されている将棋。
ベテラン
棋士を年齢によって区分する語で、加齢による棋力の低下が目立ってくる40代後半から60代に入っている棋士を言う。
へぼ将棋
初心者や級位者の指す、上位者有段者からみて技術技量が未熟で劣ると感じる将棋。へたな将棋。
変化
1. ある局面から進行する手順として考えられる、それぞれの候補手順・選択肢。
2. （「変化する」の形で）定跡形での進行途中で定跡から離れた一手を指し、違う展開を目指すこと（相撲用語の変化 に由来か）。

変則将棋（へんそくしょうぎ）
はさみ将棋や将棋崩しなどの将棋ゲーム。一般のルール将棋は本将棋と呼んでこれらと区分される。
変態（へんたい）
早くから陣形のくみかたが定跡を大きくはずれていて（悪形ではないが）人間の印象ではやりにくそうな配置でも気にとめず、中盤を互角にわたりあって優位に立つスタイルをさす。将棋用語ではないが限定的な意味を持ち、おどけた調子で用いられる。2021年の時点では、佐藤康光と山崎隆之が対局で変則的な駒組みをすることをさすネットスラングでもある。  〈例〉「本木君は性格は普通なんだけどさすときは変態だからギャップにビビる」「昨日の王将戦見たか、佐藤会長の変態振り飛車が新四段を吹き飛ばしたぞ」
変調（へんちょう）
これまでのさし手の選択の傾向、または自分の棋風から大きく外れた手をさし、そのせいで突如形勢が互角に近づくこと。対局者よりも解説側がよく用いる。<例>「王座の5七玉は変調では？ここでこれをしなくても問題なく勝てそうですがねえ」

## ほ
（局面が）飽和する
それをさすことによって多少はメリットのあるような手が先手と後手ともになくなり、どちらかがしかけるか、パスに近い無難な手待ちをするかを強いられる段階になること。一部の戦型で出現する。
ポカ
（不注意から指した）悪手のこと。
ほぐす
盤上の駒が密集している地点において、お互い駒を取り合うことで、局面を分かりやすくすること。
保険をかける
勝ちの局面で、万が一にも負けないように、自玉を絶対に詰まない形にして安全にしておくこと。
細い（攻め）
攻め駒が少なく、すぐに切れてしまいそうなこと。
ほっとく、ほおっておく
指し手に「応じる」の逆。「手抜き、手を抜く」と同じ意味であるが、指し手にすぐ対処しないで指された手をしばらく放置の意味で用いられる。
彫駒（ほりごま）
駒の文字を駒木地に彫り込んで作っている駒で、文字を彫り込み漆を埋めを繰り返してつくる彫り埋め駒や深彫り駒など、種類も幾つかある。
ボロっと／ポロっと
「取る」「取れる」「取られる」か、符号とともに用いる。盤面のある部分で駒のぶつかる折衝があり、その結果片方がもう片方の駒をただでかつ手数をかけず取る、代償のない丸儲けの結果になるさまをいう。その取られる駒は香車～飛車のどれでもよいが、金銀が相手の攻めをガードする役目になる関係で比較的金か銀が取られる場合に言うことが多い。<例>「ここでボロっと銀を取りつつ5三歩成となってうまいが、後手も先刻承知で切り返しの手を用意している」
本将棋（ほんしょうぎ）
通常の将棋をはさみ将棋や将棋崩しなどの変則将棋と区分してこう呼ばれる。
本手（ほんて）
本筋の手。
凡手
大して有効にならないつまらない手。
本筋（ほんすじ）
1. 多くの対局からつちかわれた感覚に照らして、おおよそ悪手にならないような、王道的な手。
2. 定跡について、双方の妥当な手の応酬によって進行する手順。指し手の選択による（手順の）分岐のうち、解説の本線となるもの。

本譜（ほんぷ）
実際の指し手通りの進行のこと。〈例〉本譜ではここから角を打ったが、銀だったらどう変化したか検討した。
ぼんやり（と）、ぼんやりした、ぼんやりとする
その直後に相手が特定の手をささないと形勢が悪くなるということはなく、さらにその次の自分の番でも特定のこれという手をさす必要もなく選択肢が広く、相手の玉に迫っていく手ではなく、その場で明確に得をしているという感じのない手を形容して「ぼんやり」と言う。好手、悪手、どちらでもない手のどれにも使うが、どちらかというと悪手、または悪手でないとしても対局者が納得していない場合に使うことが多い。「ゆっくり」「遅い」「緩手」と同義になることもある。＜例＞「ここで歩をのばしましたがぼんやりとしすぎていましたかねえ？」「ぼんやり馬寄っとけば相手はあせってミスする」「彼はぼんやりした手を好む棋風だ」

## ま
間合い（まあい）
対局中にはたらく特有の嗅覚で感じとるところの、（この相手はこうなったとき何かをしてくる／してこないという）さし手の選択の傾向。<例>「同じ攻め将棋でも二人は間合いがちがう」
摩訶大々将棋（まかだいだいしょうぎ）
古将棋の一つ。盤は19×19、駒は50種で敵味方合わせて192枚ある。自陣・敵陣の概念がなく、敵駒を取った時に強制的に成る。特に強力な駒としては鉤行や摩𩹄（魚偏に曷）などが挙げられる。
まぎれ
読むべき手順が入り組んでいるために読み間違える可能性。
紛れる（まぎれる）
優勢な局面から互角程度まで持ち直されること。
負け下（まけした）
負けが続いて落ち込んでいくさま。
負けになる、負けにする
まだ対局は終了していないが、もはや敗戦が決定的な状態に陥ること。
升田幸三賞
毎年新手や話題となった新戦術、新戦法に対して贈られる賞。数々の新手や新戦術、新戦法を編み出した升田幸三にちなむ。
待ち駒
終盤の寄せで相手の玉の退路を封鎖（縛り）するために、持ち駒にある金や銀などの駒を打って封鎖すること
待つ
1. しかけを始めてもよい、またはしかけに近づいている局面で、さすとプラスか、プラスにもマイナスにもならない手をさし、先に相手の意向を確認しようとする。<例>「4七金3六歩として待つと居飛車穴熊がさらに固めてくるので、ここでは高美濃にするべきではない」
2. 中盤の途中で、無難な手をさして相手に攻めてきてもらう。「パスする」の類語。<例>「5三銀で待つほうが後手は気楽だが、ここでとびかかる手もあって二択」

待った
指し手を戻してもらう反則のこと。
まとめる、まとめあげる
金銀の連結が弱いかわりに広い範囲をカバーした配置をうまく維持して優勢な局面にもっていく。〈例〉「彼は綱渡りで玉形をまとめるのがうまい」
間に淡路（まにあわじ）
棋士の豊川孝弘が、囲碁で言われていた「間に淡路」（淡路修三の名前を取っている）を将棋棋士の淡路仁茂の名前を暗示するようにして輸入したジョーク。豊川以外のプロの解説や書籍では出てこないがアマチュアが用いることがある。ある手の効果が出るためにはその1手だけではだめで2手か3手かかり、一方今は局面の流れが急であるのでそのような手をさすことができないことをいう。<例>「と金を寄りたいが、間に淡路」
真似将棋
相手と同じ指し方・陣を指す将棋。
マムシ
「マムシのと金」（と金で囲いの駒を取りにいくのは強力であることを言う比喩表現）からその省略としてと金を単にマムシと呼ぶことがある。
丸山ワクチン
ゴキゲン中飛車に対して角交換する指し方。丸山忠久が指した新手を結核治療のワクチンとかけてこう呼ばれる。
回る
飛車の筋を変えること。また、縦横に大きく移動させることを「飛車の大転回」と呼ぶ。
回り将棋
将棋駒を使って双六のように遊ぶゲーム。
満足
1. 形勢の程度を表す語の一。ほぼ互角か、ややよしに当たる。「若干不利から互角になるのでそれで十分許せる」「本筋っぽくないひねった手順なので多少よくなるぐらいでも成功とみなしてよい」「後手で先攻できてしかもいくらか有利なので採用する」など、相対的評価のニュアンスが加わる。
2. 不利な状況だがその中でもかなりマシな手がさせて、（最善かはわからないが）妥協してそのあとの展開で挽回しようという気になるさま〈例〉「竜ができるのでこの順で満足しないといけませんかね」

## み
見落とし
勝手な読みをして相手の有効手を見逃して将棋を進め、指し手を相手に咎められてしまうこと。
見えている
「～という手がある」と同義の表現。「次の○○が見えている」のように用いる。
見える
直感的に指し手を把握すること。
右玉
居飛車将棋の構えで右に玉を配備すること。王飛接近すべからずという格言があるが、王飛が接近する形となるが敢えてこのように指す作戦である。
見せる
相手にとって嫌な手が次に来るような手。〈例〉「次に馬による両取りを見せる」
水無瀬駒
室町時代の公家、水無瀬兼成の書体によって作られた駒。駒 (将棋)#書体参照。
都詰め（みやこづめ）
玉が5五（盤面の中央）の位置で詰まされること。
妙手（みょうしゅ）
初心者は勿論のこと、アマチュアでも予想できない素晴らしい指し手。対義語は悪手。
未来がない（みらい-）
1. 一応はこれ以上の形勢の悪化を防げるが、かといって形勢がよくなる手順になりそうもない、結局敗北へ向かう選択肢を形容していう語。
2. ある玉の逃げるルートがあからさまに危険なさま。〈例〉「右上に逃げるのは未来がなさそうなので左上にいきます」

観る将（みるしょう）
自分で将棋を指すよりも、対局の観戦や棋士の所作の観察を楽しむ愛好家。

## む
むずかしい
1. 今これをさすのがよさそうだというのを指摘しにくい、互角または多少どちらかよしの局面を形容していう語。互角の局面でもたがいに有望な手をくりだしあい攻守のいりまじるわかりやすい互角、片方が攻めかかってもう片方が受けていて流れはわかりやすいが攻めが通るかは不明な互角、手がありそうだがよくわからない互角、人間の感覚では有望な手がない互角がある。「むずかしい」は後の二者に用いる。
2. 「意外とそうでもない」「実戦上は多少の有利はすぐなくなるのであってないようなものだ」の言い換えの表現。<例>「後手よし？ 後手を持っていてむずかしいけどなあ」
3. 色々と細かい争点、問題点があり、プロは知っておくべきであってもアマチュアにそれを解説しはじめるとどうしても長くなってしまうことをいう語 <例>「この定跡はむずかしいところがありまして、とりあえずここでは金上がりがメインルートだということだけ分かっていれば一応だいじょうぶです」
4. プロの解説において、解説者が局面の評価から逃げるときに用いる常套句。<例>「いやー、むずかしいですねー。一局の将棋です」
5. （ある手について）相手の意図するところはわかるものの、今このタイミングでさすのがよいのか、好手なのか悪手なのか、放置すべきか処理すべきかなどをはかりかねるさま。<例>「むずかしい銀上がり」
6. 単に「難易度が高い」<例>「この手は人間にはむずかしい」

無駄合い（むだあい）
合い駒をしてもその駒がただで取られるだけの場合をいう。詰将棋では手数にカウントされない。
無理筋（むりすじ）
本筋、すなわち正しい手順から外れた、正しく応じれば不利になる手順。無理攻めとほぼ同義。
無理攻め（むりぜめ）
相手に正しく応じられると、効果がなかったり、かえって損になったりする攻め。無理筋とほぼ同義。

## め
名局（めいきょく）
対局のうち著名かつ対局者を代表する対局。
名誉名人（めいよめいじん）
世襲制名人時代には制度上一人しかなれなかったので、名人格の実力者に「名誉名人」の称号を与えている。
名誉王座（めいよおうざ）
将棋は王座戦に関しては、主催者が囲碁と将棋で同じなため、「永世」ではなく、囲碁界に倣い「名誉」を使用している。
名誉NHK杯（めいよえぬえちけいはい）
NHK杯テレビ将棋トーナメントを通算10回優勝すると、タイトル戦の永世称号や名誉称号に類似する名誉NHK杯選手権者（名誉NHK杯）の称号が贈られる。これも上記王座戦と同様の件で「名誉」を使用している。
目隠し将棋、めくら将棋
おもに棋士が目隠しをして頭の中に盤の配置を思い浮かべ指し手を記憶しながら指す将棋。
目から火が出る（めからひがでる）
自分のミスにより、王手飛車取りをかけられること。「目から火の出る王手飛車」とも言う。
目盛り（めもり）
将棋では将棋盤の桝を区切る線のこと。
面倒を見る（めんどうをみる）
相手の攻めを受けて、切れるのを待つこと。

## も
～を持つ、～持ち、～を持ちたい
「～の立場で指す」ひいては「～の側が有利だと思う」「～の側に味方する」を意味する。たとえば「互角でしょうけども私は振り飛車を持ちます」という場合、「互角だけども振り飛車のほうが勝ちそうだ」あるいは「互角だけども自分は振り飛車党だから振り飛車の立場で指したい」を意味する。
もぐる
穴熊囲いを作る過程で香車の下（先手居飛車穴熊ならば9九）に玉を移動させる。
もたれる
角を敵陣に打って馬を作ることによる圧迫を狙ったり、駒を働かせて後々の厄介な手順を狙ったりするような手を指して相手に手番を渡し、それに対する相手の手に応じて局面を進めていく様子。
持ち駒
将棋では相手から取った駒は持駒として使用ができる。一般の慣用句で、いつでも必要なときに使えるように用意してある人や物の意味で使用されている持ち駒の語源。
持ち時間
将棋の対局において対局者各自に与えられた時間のこと。こうして対局者は一手を指すまで、各自決められた時間内に指すことになっている。
元奨（もとしょう）
アマチュア将棋界で、以前奨励会に在籍していたがプロ棋士にならず退会した人をさす俗称。「元奨励会員」の略。現在アマチュアの全国大会の常連、上位層は相当な部分が奨励会歴のある人間で占められており、その関係で、奨励会にいたかどうかを区別するためにこの語が用いられる。奨励会員は六級～三段までの段位があるが、一級～三段で退会した人に使うことが多い。中でも三段リーグを突破できずに退会した人は特に「元奨三段（元三段とも）」と言う。
模様（もよう）
1. 序盤において「○○になりそうな局面」を略して「○○模様」というときに用いる語。たとえば「矢倉模様」は「相矢倉になりそうな局面」を意味する。
2. 局面の全体的な様子。「模様が悪い」（ = 有利ではない状況）などのように用いる。

盛り上げ駒（もりあげこま）
彫埋め駒にさらに漆を塗って文字を浮きだたせた駒。

## や
矢倉（やぐら）
江戸時代からある囲い、構えで、主に相居飛車の将棋特に双方が同じ戦型（相矢倉）として利用されることが多い。
ヤスリ攻め
ヤスリで削るようにと金で相手の囲いをじわりと削り取るようにする攻め。
槍（やり）
香車の通称。

## ゆ
夕食休憩（ゆうしょくきゅうけい）／夕休（ゆうきゅう）
持ち時間の長い順位戦、竜王戦において、（対局が夜まで続くため）夕食および休憩のためにルール上義務化されている対局の中断の時間。棋界の一部の人は「夕休」と略して呼ぶが、ネット中継を通じてこの略称の存在が視聴者の間でも認知されている。夕食休憩の間は対局者の持ち時間が消費されないため、夕食休憩の時刻に入った時点で手番だった方は自分の手の内を明かさずに休憩中も手を考えることができる。そのため夕食休憩まで自分が手をささずに待つか、相手の手番で夕食休憩を迎えるかというかけひきも存在し、名目上は対局の中断であるが実際には対局の一部になっている。夕食休憩の間は、対局中と同様に対局場のある建物（通常は将棋会館のビル）の中で行動ができ、食事、休憩、トイレなどのほか、別の棋士の対局の盤面を見にいくこと、建物の中を歩き回ることなども許され、また食事や休憩をとらないか短く切り上げて盤の前に座っていてもよい。一方で、不正防止のため、対局中と同様に外出したりスマートフォンなどの機器に接触したりすることは禁じられている。夕食休憩に入る時刻が近く、かつ自分の手番であれば現時刻で即座に夕食休憩に入ることを宣言することもできる。その場合夕食休憩の定刻と現時刻の差分が自分の持ち時間からさしひかれ、夕食休憩の終わりの定刻から対局の再開となる。対局の再開の時刻に対局者は盤の前にいなくともよい。ただし対局が再開されると手番のほうの対局者の持ち時間の消費も再開されるので、それを甘受することになる。二日にわたるタイトル戦では、夕食休憩はなく、封じ手をして対局が中断され、翌日再開される。
優勢（ゆうせい）
形勢判断において相当有利な状態。「有利」よりも強く、「勝勢」よりは弱い表現。
有望（ゆうぼう）
コンピューターの評価値では互角かややよしの範囲であるが、人間の感覚では片方に有利な感じのする選択肢または局面を形容して有望であるという。定跡または中盤の展開で用いる。「有力」と似ているが、有望のほうはもう少し「好調な手順である」とか「歓迎する」とか「対局者はおそらくこの手を選ぶだろう」などのニュアンスを持つ。＜例＞「▲5五飛車でさばいてこれなら有望だね」
有力（ゆうりょく）
序盤～中盤のある局面で形勢が現状維持か自分の方が有利になるような手が複数あるとき、その後の応手がきわどすぎたり（良し悪しは別として）あまりにも不自然な感じがしたりするものを除いた、これを選ぶなら妥当だろうという感覚のある候補を形容して「有力である」という。
ゆっくりさす
1. 玉のまわりを整えたり、駒をひきつけたり、遠くの駒を取りにいったり、遊び駒を2手かけて相手の駒に当てにいったりなど、後手に回るが有効な手をさして相手玉へのつめろを急がないこと。
2. 棋風として上のような手を好むこと。

指運（ゆびうん）
指し手の運勢。切羽詰まった局面で反射的に指す指し手の良し悪しを表す。
緩める（ゆるめる）
1. 指し手に若干の手心を加えること。プロ棋士も指導対局などで、下手に存分に指して貰いたい時などに行なう場合がある。
2. 直接攻めていく手ではなく、次により厳しい手を狙うために一見緩いと見える手を指すこと。「一手緩める」とも言う。

## よ
欲張る（よくばる）
（おもに「欲張った指し方」の形で）その局面で通常考えられる得な手を指さずに、（無理矢理）もっと多くの利益を得ようととする手を指すこと。
横利き（よこぎき）
飛車／竜の横方向の利き。「横利き」という名前を単純にとらえると単に左右の利きをさすと考えられるが、通常は（対象となる駒に隣接していない）飛車／竜の遠隔の利きに限定していう。特に、自陣で守りに使われる飛車／竜についてよく用いられる。<例>「後手玉は飛車の横利きのおかげでつみませんので後手がつめろを続けられれば勝ちです」
横駒（よこごま）
横に動ける金や飛車のこと。
横歩、横歩取り（よこふどり）
角道を開けた際に突き出した歩は、相手にとっては飛車先交換から飛車を進出させて横にスライドして取ることができるので、この行為を横歩取りと呼んでいる。
四段（よだん）
棋士とされる段位。なおプロとアマチュア将棋では段位の尺度は違う。アマチュアの段位の場合は「アマ四段」という言い方もする。
読み上げ（よみあげ）
テレビの将棋対局や公開対局において、対局者の指した指し手を読むこと。
読み抜け（よみぬけ）
通常は大多数の人が読めて予想がつく手が抜けていた場合の見落としをいう。いくら考えても思いつかなかった妙手がわからなかった場合はこのようには言わない。
読む（よむ）
頭の中で指し手を思い浮かべてこちらがどう指すか、相手がどう指して来るかを想定すること。
読みが合わない
棋風の差によって、展開の好みや、複数ある候補手の中で相手がこれを一番さしてきそうだという予想が一致しないこと。対局では、自分がこれは自然だろうと思ってさした手が相手にとっては意外な、読んでいなかった手である、あるいはその逆に意表をつく手だと思ったら相手がそれをメインに読んでいてうまく対応されるということがよくある。
読み筋
頭の中で把握している手順。
読み切る
考えられる手順をすべて把握すること。
寄せる、寄せ
1. 相手の玉を詰ます、必至をかける、あるいは受けが利きにくい形にするための手順を指していくこと。
2. 「引き寄せる」の略語。〈例〉「金を自玉に寄せて守りを補強する」

米長玉（よねながぎょく）
米長邦雄が行ったとされる、王将を端筋（1筋、9筋）の位置に居させる指し方。詰むまで一手稼ぐことができる。
呼び込む
相手の攻め駒を自陣に引き込むこと。受け潰しを狙うなら良いが、意図せずに呼び込んでしまった場合は完全な失策である。
寄り筋
玉が寄せられそうな様子（「寄せる」を参照）。
寄る
1. 玉・飛車・金と成駒のいずれかを右隣か左隣に動かすこと。
2. 玉が寄せられた状態になること（「寄せる」を参照）。

四枚落ち（よんまいおち）
上手が大駒と香車を落とす駒落ち戦。上手の盤上は王と金、銀、桂、歩のみ。
四手角
主に相居飛車で角を飛車先（先手なら▲2六、後手なら△8四）に移動するさいに4手かかるのでこう呼ばれる。

## ら
楽敗（らくはい）
「楽勝」の逆の意味。感想戦で「これは楽敗だな」などと使用する。
ライン
利きという意味の「筋」と同義。ただし角のみに用いる。〈例〉「いつでも角のラインがあるのでこびんを開けたくない」
楽観する（らっかんする）
対局中に、現在の局面からやや遠い先の局面について考え、これになるほうがよい、これでもかまわないと判断すること。結果的にその判断が甘かった場合によく用いる。〈例〉「二枚替えなので楽観して短時間で着手したが、存外互角に近かった」
乱戦
早い段階から定番の戦術形式を外れての将棋。
乱暴
強引な攻め手。好手ではないと感じるが、具体的な応手をまちがえると不利になるというニュアンスをもつ。

## り
力戦（りきせん）
定跡や過去の実戦譜の局面から離れ、互いの実力で勝負が決する局面。力将棋。手将棋（てしょうぎ）。〈例〉「定跡から早々に離れ、力戦模様になった」
龍王（竜王）、龍馬
飛車が敵陣に成るとなるのが龍王で、略して龍。角行が敵陣に成るとなるのが龍馬、略して馬。
流行形（りゅうこうけい）
プロの公式戦において、そのときどきの現時点で多くのプロがこぞって採用している序盤の展開。プロ棋界では、一定の期間に特定の戦型が集中してさされるという流行の有無が存在している。そこで、流行している戦型を、それ以外の戦型と区別して流行形という。
菱湖（りょうこ）
将棋駒の書体の一つで、幕末の三筆といわれた巻菱湖の字体。駒 (将棋)#書体参照。
両王手（りょうおうて）
同時に飛車もしくは香車と角二つの駒で王手を掛ける状態。相手の玉は合い駒が効かないので、逃げるしかないが、もし逃げられなかったらそこで詰みとなる。
両取り（りょうとり、りょうどり）
ある駒を取れる状態が二つの駒について同時に成立している場合、その状態。両取りヘップバーンはそのつぶやき、ひとりごとにあたる。
リフォーム
玉を守る囲いを途中で組み換えることを指す。矢倉から穴熊や美濃から銀冠など、多数。

## れ
レーティング
実力を数値で表したもので、スイス式トーナメントなどがこの方式で知られる。
劣勢
不利より悪いが、敗勢までには至っていない状況。
連続王手の千日手（れんぞくおうてのせんにちて）
同じ手を繰り返す千日手のうち、王手を連続でするのはできない。指し手としては同一局面3回までは可能であるが、次の手で回避しなくてはならない。
連打の歩（れんだのふ）
敵駒の頭に持ち駒の歩を次々と叩くことで、相手駒をつり上げて先手を取って抑えたり、攻めの手がかりをつかむ手筋。

## ろ
ろ
「詰めろ」の略。2004年時点では、若手棋士の間で流行とのこと。
六枚落ち（ろくまいおち）
上手が駒を六枚落として玉と金、銀、歩のみの駒落ち戦。
ロケット
香車や飛車を縦に重ねて使う状態。駒2つであれば2段ロケット、駒3つであれば3段ロケットと呼ばれる。
～流
【接尾語】棋風のよく現れている指し手を評して言う語。また、棋風そのものや、棋士のあだ名。〈例〉激辛流（丸山忠久）、鉄板流（森内俊之）など。
論外（ろんがい）
ありえない指し手を示すのに使用される言葉で、島朗が流行らせた。

## わ
若手（わかて）
三分法による棋士の世代区分の一。条件はあいまいだが、プロになってから7～10年以内、かつ35歳以下の人を漠然と若手と呼ぶ。プロ歴と年齢の二重の条件になっているのはプロになる年齢が人によって異なるためである。

分かれ
手順が一段落し、局面が落ち着いた時のこと。「このやりとりは互角の分かれ」などと使う。
渡せる、渡せない
最終盤の段階で、相手に取らせた駒が自分の玉の詰みにいたる手順に影響する場合、その駒を取らせる手が可能かどうかが問題になる。その駒を取らせると危険であって相手の持ち駒にすべきでない場合、「～を渡せない」といい、取らせてもその駒をうまい王手に使えないか、取らせた場合と差がないと判断される場合「～を渡せる」という。〈例〉「えーと、この順は、金駒1枚渡せないのか。じゃあ受けないといけないか？」
技がかかる（わざがかかる）
両取り、さばき、敵陣の突破、駒の素抜きなどを実現させることに成功して圧倒的に有利になる。<例>「この順だと技がかかりますので、もどってこの局面で同歩はできないということになります」
割り打ち
割り打ちの銀、割り銀とも言う。銀の斜め後ろの2マスの利きによる両取り。斜め後ろに動けない駒二つが一マス間を空けて並んでいるときに、銀をその両方の駒の斜め後ろに打って両取りをかけること。または飛車と金のように斜め前と斜め後ろに行けない駒が1マス空けて斜めに並んでいるときにもかけることができる。これは襷（たすき）の銀とも呼ばれる。
割り角
割り打ちの銀と同様に、角の斜め後ろ2方向の利きを利用して飛車または金に両取りをかけること。角金交換は通常の考えでは駒損とされるが、敵陣から最も守備力の高い金を外せるなど、状況により有効な手になることも多い。
腕力
力戦になった時に発揮される棋力。